# 2017年のテレビ特別番組一覧
- 2017年のテレビ (日本) > 2017年のテレビ特別番組一覧
- 2017年のテレビ番組一覧 (日本) > 2017年のテレビ特別番組一覧

2017年のテレビ特別番組一覧（2017ねんのテレビとくべつばんぐみいちらん）
本項では、2017年に日本国内で放送されたテレビの特別番組をまとめる。

## 単発特番
記事が立項されている番組、および、他年度を含めると通算2度以上放送されている番組に限定して記載する。

### 1月放送
- 3日 - 桂歌丸80歳 落語暮らし（日本テレビ）[注 1]
- 5日 - 築地移転騒動記（BS日テレ）
- 21日
  - アメリカ合衆国ドナルド・トランプ大統領就任関連（20日深夜）
    - アメリカ・トランプ大統領就任式（NHK総合・NHK BS1）
    - JNN報道特別番組「トランプ米大統領就任式」（TBS・TBSニュースバード）
    - 生中継! トランプ米大統領就任式（日テレNEWS24）

  - 肉好き女子 東北肉ざんまいツアー（ミヤギテレビ）[1][注 2][注 3]
- 29日 - これが東北魂だ 九州魂だ 駅弁で日本がつながる!（東北放送）[2]

### 2月放送
- 4日 - 築地市場 魚河岸の誇りと涙（NHK BSプレミアム）[注 4]
- 5日 - 田中将大プロデュース マー君の冬休み2017（BS-TBS）[3][注 5]
- 24日 - スイーツ・マジック（NHK BSプレミアム）※パイロット版

### 3月放送
- 5日 - じゅんいちダビッドソンの世界ドリームツアーズ〜あなたの夢 叶えますね〜!〜（BS朝日）[注 6]
- 15日 - 悪い奴らは許さない!直撃!怒りの告発スペシャル（日本テレビ）第1弾[注 7]
- 20日 - 漫才スプリング!（19日深夜、テレビ大阪）第1回放送[4][注 8]
- 21日 - 友近・礼二の福岡を旅してみたらこうなりました（テレビ西日本）[注 9]
- 25日 - 宇宙飛行士の健康管理術〜宇宙医学の可能性に迫る〜（BS朝日）第1回放送[5][注 10]

### 4月放送
- 13日 - 演歌で宴会ふれあい旅（BS日テレ）第1回[注 11]
- 14日 - さんまの番組向上委員会（フジテレビ）[注 12]

### 5月放送
- 4日 - おげんさんといっしょ（NHK総合）第1回放送[注 13]
- 12日 - 全国好きな嫌いなアナウンサー大賞2017（日本テレビ）[注 14][注 15]
- 28日 - かぞくストーリー〜写真から始まる物語〜（日本テレビ）

### 6月放送
- 3日
  - 秋元康の10時間ラジオ（2日深夜、NHK総合）[注 16]
  - こんぴらへおいでまい（BS朝日）[7][注 17]
- 14日 - おたすけJAPAN（フジテレビ）[8][注 18]
- 15日 - 池上彰が教えたい!実は…のハナシ。（日本テレビ）第1弾[9][注 19]
- 18日 - 密着!すもう部屋物語（BS日テレ）〜第一幕〜
- 24日 - ロボット旅日本一周〜タカラモノクダサイ〜（テレビ朝日）※パイロット版
- 28日 - 復活!プリンプリン物語〜伝説の人形劇“ここがスゴイ!”〜（NHK BSプレミアム）[10]
- 30日 - 次世代スター発掘オーディション!音楽チャンプ（テレビ朝日）[11]※パイロット版

### 7月放送
- 7日 - 歌い継ぎたい 昭和音楽祭（BSジャパン）第1回放送[注 20]
- 15日 - 名曲復活! 〜弾き語り 昭和のメロディー〜（BSフジ）
- 23日 - ウケる!偉人伝（日本テレビ）[注 21][注 22]
- 29日 - 角淳一&徳光和夫プレゼンツ なにわの名曲VS東京の名曲 7番勝負（テレビ大阪）[12]
- 30日 - 夜あそびTKO〜大人の異業種交流会（29日深夜、テレビ大阪）[13][注 23]

### 8月放送
- 5日
  - 大泉洋の驚きジャパン 知らなかった!!世界が変わる大研究!スペシャル（札幌テレビ放送）第1弾[15][注 24]
- 19日 - 環境クライシス〜沈みゆく大陸の環境難民〜（フジテレビ）[注 25][16][注 26]
- 26日
  - 世界の哲学者に人生相談（NHK Eテレ）※パイロット版
  - ○○発東京行き（関西テレビ）[17][注 27]
- 27日
  - 消えた天才〜一流アスリートが勝てなかった人 大追跡〜（TBS）※パイロット版第1回
  - さだまさしコンサート〜がんばれライオン2017〜（NHK BSプレミアム）

### 9月放送
- 3日 - 秋篠宮眞子内親王婚約内定会見関連
  - 祝 ご婚約内定!眞子さま小室さん（テレビ朝日）
  - 祝!眞子さまご婚約内定 なれそめ&プロポーズは?小室さんとの喜び会見生中継（フジテレビ）
- 4日 - くりぃむしちゅーの掘れば掘るほどスゴイ人（日本テレビ）第1回放送[18][注 28]
- 10日
  - グラチャンバレー1番は誰?大集合SP（日本テレビ）
  - 感動スペシャル生中継!世界一の四尺玉花火、片貝の夜空に咲く!〜花火の数だけ涙があふれた〜（BSフジ）[19]
- 13日 - 内村と坂上の21世紀職人!!（フジテレビ）[20]

- 16日〜17日 - 福岡ソフトバンクホークスのパ・リーグ優勝関連
  - 16日 - リーグ優勝おめでとう!ホークスV奪回ワンダホー!スペシャル（テレビ西日本）
  - 17日
    - 最強ホークス!全員ワンダホー〜2年振りのリーグ優勝スペシャル〜（九州朝日放送）
    - 祝!ホークスV奪還 俺たちがNo.1ダホー!（RKB毎日放送）
- 17日 - 東京湾大調査!お魚ぜんぶ獲ってみた〜深海500ｍカメラ仕掛けたら〜（テレビ東京）第1回放送[注 30][注 31]
- 18日 - 広島東洋カープのセ・リーグ優勝関連
  - Veryカープ!祝!カープ連覇V8（中国放送）
  - 勝ちグセ。カープV8達成 カ舞いて連覇スペシャル（広島ホームテレビ）
- 23日 -  がんを生きる新常識（NHK BSプレミアム）第1回放送[21][注 32]
- 24日 - 超絶 気持ちいい瞬間ベスト50（フジテレビ）第1回放送[注 33]
- 27日 - 又吉直樹のヘウレーカ!（NHK Eテレ）※パイロット版[22]
- 29日 - 人体くん 第1集「おしっこ 汚くない!驚きの秘密を大公開!」（NHK Eテレ）[23]
- 30日 - 平成生まれ3000万人!そんなコト考えたことなかったクイズ!（朝日放送）[注 34]

### 10月放送
- 1日
  - いたー!ヤバい生き物 キケン生物と大バトル（日本テレビ）第1弾[注 21][注 35]
  - 中川家&コント（BSフジ）※パイロット版第1弾[24][注 36]
- 2日
  - 好奇心クラブ WOW（日本テレビ）第1弾[注 37]
  - FNS番組対抗 オールスター秋の祭典 目利き王決定戦（フジテレビ）[25][26]
- 3日 - 毒出しバラエティ 山里&マツコ・デトックス（TBS）[注 38]
- 4日 - 池上彰と"女子会"（TBS）第1回放送[27][28][注 39]
- 7日
  - 俺の持論（テレビ朝日）※パイロット版
  - 生中継!日本三大花火 土浦全国花火競技大会（BSジャパン）[29]
- 14日
  - 第1回 FIA INTERCONTINENTAL DRIFTING CUP（テレビ東京）
  - 業界用語大辞典（BSフジ）[30]※パイロット版
- 21日
  - 逆転人生（NHK総合）第1回放送[31][注 40]
  - 食の健康サミット（テレビ東京）[注 41]
  - 天才モーツァルト「魔笛」5つの魔法を解明せよ（読売テレビ）[32][注 42]
- 22日 - 女心がわかる男、わからない男。（日本テレビ）[注 21]※パイロット版
- 28日
  - 2020年東京オリンピック開幕1000日前関連特番（NHK総合）[33]
    - 1000日前 東京大会へ!スペシャル（13:50 - 15:40）
    - 内村五輪宣言!〜TOKYO2020開幕1000日前スペシャル〜（19:30 - 20:45）[34][注 43]

  - 千原ジュニアの田舎で土産話を探す旅（テレビ東京）第1回放送[35][注 44]
- 29日 - NIPPONダンディズム〜名宰相・吉田茂 人生の貫禄〜（BS朝日）[36]※『NIPPONダンディズム』シリーズ第1回[注 45]

### 11月放送
- 9日
  - 戦う!料理男子 COOK BOSS（8日深夜、読売テレビ）Round1[37]
  - お宝レコード発掘の旅 あなたの思い出の曲かけさせてください（BS朝日）第1回放送[38]
- 12日
  - 激撮!救急救命リアル現場 24時間…命を守る医師たち（テレビ東京）[注 30][注 46]
  - 三宅裕司と春風亭昇太のサンキュー歌謡曲一座〜ナウなピースでこまっちゃうナ〜だめだこりゃ編〜（フジテレビ）[注 47][39][注 48]
  - 武井壮が挑む!パラスポーツ（NHK BS1）第1回放送[41]
- 18日 - 別顔発表会〜芸能人がずーーーっと温めてきた話〜（テレビ東京）第1回放送[42][注 49]
- 23日 - 安室奈美恵「告白」（NHK総合）[43][44][45][注 50]
- 25日 - 古代エジプト 3人の女王のミステリー（NHK BSプレミアム）[47][注 51]
- 29日 - 戦後重大事件の新事実2017〜事件発生から○年〜（TBS）[48][注 52]

### 12月放送
- 6日 - 世界怪魚列伝〜幻の巨大魚を釣る〜（BS日テレ）第1回[49]
- 9日 - 演歌の乱〜細川たかしがサザンを!藤あや子が宇多田ヒカルを本気で歌うぞSP〜（TBS）[50][注 53][注 54]
- 10日
  - ニッポン激ヤバ地帯を大掃除!坂上忍のピカピカ団（テレビ東京）第1回[注 30][51][注 55]
  - 命の最前線!!救命救急24時〜巨大病院 終わりなき闘い〜（フジテレビ）シーズン1[注 47][注 56]
- 13日 - 高島礼子が家宝捜索!蔵の中には何がある?（BS-TBS）※パイロット版
- 15日 - 秩父夜祭〜ユネスコ無形文化遺産〜 （BS日テレ）[52]
- 17日 - 美空ひばり 特別企画 大晦日・紅白と大勝負!昭和48年〜52年 伝説の"新宿コマ劇場ライブ" 第一弾（BS朝日）[53][54]
- 19日
  - 坂上忍のどうぶつ珍プレー好プレー大賞（フジテレビ）[55]※パイロット版第1弾
  - はじめてのたけし（BSスカパー!）第1回[56]
- 20日 - ヤミツキ人生!（NHK BSプレミアム）第1回[57][注 57]
- 21日
  - Perfume×Technology2017（NHK総合）[58][注 58]
  - すぐ誰かに言いたい!クイズ☆モノシリスト（BS朝日）[60]※パイロット版
- 22日 - ソレなら5分で出来ますよ。（フジテレビ）[61][注 59]
- 23日 - 最強の牛肉!頂上決戦（NHK BSプレミアム）[62][注 60]
- 24日 - 世界を救え!サムライバスターズ〜最恐生物一斉討伐SP!〜（テレビ東京）第1回放送[注 61]
- 25日 - 首里現代音宴（NHK沖縄放送局）[63]
- 27日 - 女が女に怒る夜（日本テレビ）第1回放送[注 63]
- 28日 - 人生逆転バトル カイジ（TBS）[64][65]
- 29日
  - 立入禁止の向こう側!ココから先は人間NG（28日深夜、TBS）第1回[注 64]
  - 夫婦円満バラエティ 妻は怒ってます（28日深夜、フジテレビ）第1回[注 65]
- 30日
  - 深海大スペシャル 驚異のモンスター大集合!（NHK総合）[66]
  - 日本人だけが知らない!?NIPPONのニュース（テレビ朝日）
  - スポーツの祭典（フジテレビ）[67]
    - 息子誕生で迎えた防衛戦ボクサー井上尚弥24歳新たな旅立ちに密着!
    - 浅田真央×宮里藍 はじめましての2人[68][69][70]
    - 村上信五のスポーツ奇跡の瞬間アワード2017 ※第1回放送[注 66][71]
- 31日
  - 超逆境クイズ 99人の壁（フジテレビ）※パイロット版第1弾（2018年10月よりレギュラー放送開始）
  - 密着!バスタ新宿でワケあり旅人に便乗してみました。（フジテレビ）※シリーズ第1弾
  - プライムトーク〜立川談春×是枝裕和〜（BSフジ）※シリーズ第1弾

## 2回以上放送のシリーズ番組

### 1月放送
- 1日
  - 今年ツイてる人ランキング全部見せます!最強運グランプリ（未明、フジテレビ）[72]
  - 日本で一番早いお笑いバトル! フットンダ王決定戦2017（未明、中京テレビ）
  - 初笑い!朝まで爆笑寄席2017（未明、テレビ東京）[73]
  - 森田さんのニッポンの初日の出（TBS）[74]
  - 充電させてもらえませんか?7（テレビ東京）※レギュラー化前最後の単発放送
  - 祝50周年記念!初詣!!爆笑ヒットパレード2017（フジテレビ）[注 67]
  - 新春特集さわやか自然百景 日本列島 水が刻んだ大地の絶景（NHK総合）
  - 京都知新新春SP（毎日放送）
  - 2017札幌商工会議所会頭新春インタビュー 札幌の元気で北海道経済を牽引する（テレビ北海道）[注 68]
  - 2017年新春!ニッポン元気になるお宝百景（NHK総合）
  - 志村&所の戦うお正月2017（テレビ朝日・朝日放送）[76]
  - クイズ!ニューロンの方程式!新春ひらめきSP（TBS）[77][注 69]
  - 2017年の“変わる”が分かる! 池上彰のどーなる?ジャーナル（毎日放送）
  - カープ日本一TV2017〜チーム一丸!ハワイで誓う覚悟!〜（中国放送）
  - ホークス新春爆笑SP よりドリ見ドリの60分 日本一をトリに行くぜ（RKB毎日放送）
  - 2017年 謹賀新年・生放送! 家族びよりなお正月!!（RKB毎日放送）[78]
  - 鶴瓶新年会2017（フジテレビ）[72]
  - ウィーンフィル・ニューイヤーコンサート2017（NHK Eテレ）
  - 笑いの王者が大集結!ドリーム東西ネタ合戦（TBS）[79]
  - 新春! よしもと大爆笑2017（サンテレビ）
  - さまぁ〜ずコントTV（フジテレビ）[72]
  - ツイセキ!TOKYO2017（TOKYO MX1）
- 1日・2日 - ふれあい!乾杯!日本ご当地はたらき旅（BS-TBS）[80]
- 1日 - 3日
  - 新春ドラゴンズ訪問（CBCテレビ）
  - 新春!らくごのお時間 初笑いSP（毎日放送）
- 2日
  - ごぶごぶ2017正月SP〜有名人から年賀状もらったよ おすすめスイーツかまぼこ板〜（1日深夜、毎日放送）[81]
  - 新年一般参賀（NHK総合）
  - 新春TV放談2017（NHK総合）
  - こいつぁ春から〜初芝居生中継〜（NHK Eテレ）
  - 志村&鶴瓶のあぶない交遊録2017（テレビ朝日）[76]
  - 新春初笑い! よしもと レジェンド&M-1漫才15連発&爆笑! サプライズコメディ（朝日放送）[82]
  - ご当地グルメ探偵団7〜怪人ゴリ面相の天下統一〜（静岡朝日テレビ / 新潟テレビ21・長野朝日放送・北陸朝日放送・メ〜テレ）[83]
  - 第4回全国小・中学校リズムダンスふれあいコンクール（TBS）[84]
  - 超人気番組が一挙集結 夢の祭典!番組対抗!ドッキリアワード2017（TBS）[85]
  - ウンナン極限ネタバトル! ザ・イロモネア正月SP 笑わせたら100万円（TBS）[85]
  - 新春!お笑い名人寄席（テレビ東京）
  - 伊勢神宮舞楽（東海テレビ）
  - ロンブー亮 広島で男をアゲる!（テレビ新広島）[86]
  - Let's Go!!タイガースゴルフ2017（サンテレビ）
  - BS朝日新春討論4時間スペシャル 「分断の時代」に挑む!いま、日本を考える2017（BS朝日）[87]
- 3日
  - 山里と100人の美女福女&ダメ女だらけのお騒がせ新年会SP（2日深夜、TBS）[85][88]
  - 放送禁止〜ワケあり人情食堂〜（3日深夜、フジテレビ）[89]
  - 決定!第25回FNSドキュメンタリー大賞（フジテレビ・FNS28局）[90]
  - 新春生放送! 東西笑いの殿堂（NHK総合）[注 70]
  - 新春お好み将棋対局（NHK Eテレ）
  - 新春お好み囲碁対局（NHK Eテレ）
  - 第60回NHKニューイヤーオペラコンサート（NHK Eテレ）
  - 諸事情により…（日本テレビ）[注 71]
  - 雨上がりと5人のツッコミ芸人旅（CBCテレビ）[85][91][注 72]
  - 角さん渡辺謙さん親子旅 おとなの駄菓子屋[注 73] 旬の金沢 豪華温泉宿でタイ!?（毎日放送）
  - 東京5大激戦区 ラーメン食べまくりバトル（テレビ東京）[92]
  - 大正製薬新春スペシャル 演歌の花道2017（テレビ東京）
  - 天空家族の7年 〜中国・四川省 標高3000mの希望〜（テレビ大阪）[93]
  - 2017年も7チャンネルを宜しくお願いします!（テレビ北海道）
  - 嵐ツボ（フジテレビ）[72][注 74]
  - 名古屋西川流初舞（東海テレビ）
  - 新春吉例 扇町寄席すぺしゃるぅ（関西テレビ）[94]
  - 爆笑! 2017年こうなる宣言（関西テレビ）[95]
- 4日
  - タイプライターズ（3日深夜、フジテレビ）[89]
  - Hulu厳選!配信ドラマアワード!!（3日深夜、日本テレビ）
  - 東京オートサロン2017スペシャル（3日深夜、テレビ東京）
  - 世界まるなげカメラ 海外旅行に行く人に突然カメラを渡したら…（中京テレビ）
  - 甦る歌謡曲（テレビ朝日）[76]
  - お笑いゆとりフォー（フジテレビ）[72][注 75]
  - 春一番!笑売繁盛（毎日放送）[96]
  - 関西財界フォーラム2017（朝日放送）[82]
  - 第58回中部財界人新春サロン（CBCテレビ）
- 5日
  - 発見!○○な人（4日深夜、TBS）[注 76]
  - ○○式って効くの? 正月太りすぐ解消SP（4日深夜、テレビ東京）[97]
- 6日
  - 超実話ミステリー（テレビ朝日）[76][98]
  - 木梨目線! 憲sunのHAWAII番外編 完全プライベート!!和田アッコ姉さんをご案内（BSフジ）
- 7日
  - 上には上がいるもんだ新春SP（日本テレビ）[注 77]
  - お悩み!サンドウィッチマン（テレビ朝日）[99][注 78]
  - 人志松本のすべらない話31（フジテレビ）[注 66]
  - 世界は君をまだ知らない（テレビ大阪）[93]
  - 第21回広島県スポーツ振興チャリティーゴルフ大会（テレビ新広島）[86]
  - 語る!大相撲名勝負列伝 2017新春!お宝名取組スペシャル（BSジャパン）
- 8日
  - ダイワハウススペシャル プロ野球No.1決定戦!バトルスタジアム2017（読売テレビ）
  - もうひとつの箱根駅伝（日本テレビ）
  - 女優カメレオン〜女優のリアル人生勉強バラエティ〜（日本テレビ）[100][注 79]
  - マグロに賭けた男たち2017〜悲運の親子漁師…極寒の死闘SP〜（テレビ朝日）[76]
  - 大谷翔平×中田翔 平成のON連覇への挑戦（テレビ北海道）[注 80][101]
- 9日
  - 日本サッカー新時代〜2018年への旅〜（8日深夜、テレビ朝日）[76][102]
  - 44th NEW YEARS WORLD ROCK FESTIVAL（8日深夜、フジテレビ）[103]
  - ニッポン人のギモン（NHK総合）
  - 市川海老蔵に、ござりまする2017（日本テレビ）[注 81]
  - さんま・玉緒のお年玉あんたの夢をかなえたろかスペシャル（TBS）[85]
- 10日
  - いろもん極 有吉弘行が伝説のトーク番組に挑戦! 鶴瓶&さまぁ〜ずがあの質問!?（9日深夜、日本テレビ）
  - 最上級のひらめき人間を目指せ!クイズ!金の正解!銀の正解!（フジテレビ）[104]
  - 伝説のスター師弟物語 PART2（BS日テレ）[105]
- 12日 - その時チャンスは舞い降りた!（日本テレビ）[106]
- 13日 - 古代文明ミステリー たけしの新・世界七不思議大百科第4巻（テレビ東京）
- 14日
  - 日本放送文化大賞準グランプリ WATCH〜真相に迫る〜『被爆米兵』（広島テレビ）[107][注 2]
  - 第44回JALホノルルマラソン（TBS）[108]
  - 仁美&足立のニッポン食べ尽くし!（フジテレビ）[注 82][注 83]
- 14日・15日 - 金メダリスト回顧録（BS日テレ）
- 15日
  - ウチのガヤがすみません!（日本テレビ）※パイロット版
  - あなたは今幸せですか?（テレビ朝日）[注 84]
  - 美川・はるなのぶらり旅（フジテレビ）
- 17日
  - 阪神・淡路大震災関連番組
    - ひょうご安全の日 1.17のつどい（NHK神戸 / 兵庫県向け）
    - 女たちの大震災〜被災から22年 埋もれていた危険性〜（NHK総合）[注 85]
    - この瞬間に祈る（関西テレビ）
    - 阪神淡路大震災 1.17のつどい〜あの日からそして未来へ〜（サンテレビ）
- 20日 - 実録!嘘と涙と男と女!波乱の人生 頂上リサーチ（フジテレビ）[注 12][110]
- 21日
  - 欽ちゃん&香取慎吾の第94回全日本仮装大賞（日本テレビ）
  - 第27回JNN企画大賞[注 86] ひらめき!近未来食堂 〜フード革命で世界を救え〜（山陽放送 / JNN28局）[111]
  - サイエンスミステリー DNA・その運命と絆（フジテレビ）[注 66]
- 22日
  - 絵に描いたような、アレ（日本テレビ）[注 21]
  - ニッポン絶景めぐり・冬（テレビ東京）
  - ネット大百科2017（静岡放送）[112]
  - おらが村に外国人3〜もしも都会の外国人がニッポンの田舎へ行ったら?〜（BSジャパン）
- 23日 - 全力×美少女スタイル2017（22日深夜、関西テレビ）[113]
- 24日・31日 - 脳を鍛えるクイズ!じーっと見てみましょう!（23・30日深夜、テレビ東京）[注 87]
- 25日 - シェアしたくなる!日本人の知らないニッポンのこと。（テレビ東京）
- 28日
  - QUIZ ジショモン（日本テレビ）[注 88]
  - 経済スペシャル 運べ!ニッポンの未来〜物流レボリューション（テレビ大阪）
  - 学天即の知らぬがホトケ（読売テレビ）
  - 福岡すっぴんツアー6（福岡放送）
  - つながれる鋏の系譜 〜親と子・理容師物語〜（南海放送）[注 89]
  - 名球会フェスティバル2017（BS日テレ）
  - マゼランの遺伝子 〜未来を開く挑戦者たち〜（BSジャパン）[115]
- 29日
  - ゴルフ!馬場ゆかり姉妹に挑戦!2017冬の陣〜中西・福留・関本総力戦!!〜（サンテレビ）[116]
  - 阪神淡路 防災家族会議〜南海トラフ巨大地震に備える〜（サンテレビ）[117]
- 30日 - 密着!!石川県警24時（北陸朝日放送）

### 2月放送
- 1日 - ギャップオファー!お願いしたらこうなった（31日深夜、フジテレビ）[118]
- 4日
  - 第18回NHK全国短歌大会（NHK Eテレ）
  - 教えてもらう前と後（毎日放送）[注 90]※パイロット版
  - 木下グループpresents スターズ・オン・アイス2017（TBS）[119]
  - コレって私、悪くないよね?（テレビ東京）[120]
- 4日・11日 - 合格モーニング・スペシャル!（テレビ東京）
- 5日 - 激走!トラック乗り継ぎの旅2017（テレビ東京）[注 30]
- 6日 - イナズマロックフェス2016（5日深夜、フジテレビ）
- 7日・14日 - トゥギャザー旅（6日・13日深夜、テレビ東京）[121][注 87]
- 8日 - 実録まさかのオーメン（TBS）[注 91][注 92]
- 10日 - だから君を見つめてきた〜卓球愛ちゃん独占密着24年・完結編〜（フジテレビ）[注 12][122]
- 11日
  - 第18回NHK全国俳句大会（NHK Eテレ）
  - 神ってる!有吉大明神（中国放送）[注 93][123]
  - 民教協スペシャル 祖父の日記 〜時を超え 家族に伝える戦争の真実〜（熊本放送 / 民教協加盟各局）[124]
  - 第二回 頼まれてないけど、一旦会議しましょう（10日深夜、毎日放送）
  - 東京一人暮らし2017（北陸朝日放送 / 福島放送・新潟テレビ21・長野朝日放送・静岡朝日テレビ）[125]
- 12日 - 愛されママGP2017〜ママたちの芸能界生き残りバトル〜（東海テレビ）[126][注 94]
- 14日 - 好きになった人15 芸能人がバレンタインに本気の告白SP（日本テレビ）
- 14日・15日 - TOKYO IDOL PROJECT×@JAM ニューイヤープレミアムパーティー2017（フジテレビNEXT ライブ・プレミアム）[127]
- 15日
  - 5万円旅（テレビ東京）[注 95]
  - 有名シェフが惚れた!本当に美味いラーメンIN東京2017（BS日テレ）
- 17日
  - ドラマちっくニュース（日本テレビ）[128]
  - 爆笑!お台場コサキン亭（BSフジ）
- 18日
  - 第50回NHK福祉大相撲（NHK総合）[129]
  - ロンブー淳の一度は行きたい!武将の隠し湯 戦国一の温泉好き!信玄と美人の湯SP（信越放送）[注 96][130]
  - にっぽん演歌の夢祭り（BSジャパン）[131]
- 19日 - 激撮!ニッポンの裏側 刑務所密着24時&スパルタ学校に潜入（テレビ東京）[注 30]
- 21日・28日 - 聞き込みバトル旅 有名人のサイン獲得! 箱根〜横浜名店巡り（20・27日深夜、テレビ東京）[注 87][132]
- 21日 - 二階堂スペシャル Theおおいたブランド〜大分から全国へ 今、始まる新しい挑戦〜（テレビ大分）
- 22日 - 目撃スクープ!私、そこにいました。（テレビ東京）[注 95]
- 24日 - 人生が二度あれば 運命の選択（日本テレビ）[注 97][注 98]
- 25日
  - ニッポンこだわりグルメ紀行〜九州。酒と器とうまいもん編〜（テレビ大阪）[134]
  - アレ、なんでやねん!大阪人の生態学〜VSスペシャル〜（テレビ大阪）[135]
  - フットボールアワーの離島へ行こう（フジテレビ）
  - 九州まるごと大発見2017（福岡放送）
  - ミエと良子のおしゃべり泥棒RETURNS3（BSジャパン）
- 26日
  - 東京メトロスポーツスペシャル 東京マラソン2017〜世界選手権代表選考レース〜（日本テレビ / NNN30局(NNS29局)+1局・BS日テレ・日テレジータス）
    - 東京マラソン2017 TOKYOで私が伝えたいこと（日本テレビ）

  - 災害列島!!奇跡の救出〜カメラが捉えた真実!!〜（テレビ朝日）[136][注 84][注 99]
  - 大相撲ドキュメント 白鵬レガシー計画（TBS）[137]
  - こんな仕事があったんだ（テレビ西日本）[138]
- 28日 - 世界5大陸横断 行った気トラベラー 19万5000kmで見つけた超絶景（毎日放送）[139]

### 3月放送
- 2日 - 笑福亭鶴瓶×向井理 台本なしの究極即興演劇・スジナシ（CBCテレビ・TBS / 1日深夜、TBS）
- 2日・3日・17日 - ごごナマ（NHK総合）※プレ特番[注 101]
- 3日 - 第40回日本アカデミー賞授賞式（日本テレビ）
- 4日 - オネエエンジェルス 噂の現場大捜査!!〜ビューティーグッズ総決算SP〜（フジテレビ）[注 25]
- 4日・5日 - テレビ大阪開局35周年特別企画 それ、テレビ大阪やろ。春祭りスペシャル!（テレビ大阪）[143]
- 5日
  - あの場所で待ってます（日本テレビ）[注 21][注 102]
  - 感動地球スペシャル カリブ海と聖なる泉 〜大島優子 メキシコの旅〜（テレビ静岡）[144]
  - 千原せいじ漫遊記13 世界ふれあい旅スペシャル in タイ・チェンマイ（読売テレビ）
  - にっぽんプレミアム 中継 わたしの東京 わたしの大阪物語 〜写真で見つけた大都会スペシャル〜（NHK BSプレミアム）[145]
  - ジャイアンツ選手会SP第15弾!ジャイアンツが列島縦断!白球がつなぐ絆SP（BS日テレ）
  - 絶景!開運紀行 歴史を彩った偉人たち&神話の地をめぐる（BS朝日）[146]
- 6日 - 成功の遺伝史4（日本テレビ）
- 7日・14日・21日・30日 - テレビのノビシロ（6・13・20・29日深夜、テレビ朝日）[注 103]
- 7日・21日 - 世界!まさかの事件簿（6・20日深夜、テレビ東京）[注 87]
- 7日 - 芸能人が実体験を告白!最悪の一日（テレビ朝日）[148][注 104]
- 8日
  - ぽっちゃりママのダイエット奮闘記〜家族と泣いて笑って痩せた2ヵ月SP〜（テレビ朝日）[149][注 105]
- 10日
  - 世界の年収400マン 400万円で夢の豪邸&セレブ生活（中京テレビ・日本テレビ）[150]
- 11日
  - お客様と10人（フジテレビ）[注 66][151]
- 12日
  - さわがす人たち3（11日深夜、関西テレビ）
  - 客がいない店〜開店休業!?気になる店をのぞきみSP〜（テレビ東京）[注 30][注 106]
- 15日
  - ジュウブンノサン（日本テレビ）
  - 実録!10人のコワイ女（TBS）
- 16日 - ダイスキ!フェス（NHK福岡放送局 / NHK総合(九州沖縄ブロック)）[152]
- 18日
  - へんてこ生物アカデミー（NHK総合）
  - センバツ"名勝負"が始まる!（NHK総合）
  - まつりの響き〜第17回地域伝統芸能まつり〜（NHK Eテレ）
  - 関ジャニ特命捜査班7係（日本テレビ）[153]
  - 世界VS日本 オモシロCM全部見せます!（テレビ朝日）
  - フィギュアスケート本田4兄妹 わたしたちのレベル4〜シーズンIII〜（フジテレビ）[注 25]
  - 豪華夢の競演!!演歌まつり2017（BS日テレ）
- 18日・25日 - カリブ海縦断5000km 大森南朋 奇跡の楽園（BS-TBS）
- 19日・20日 - 山本昌のラジ魂道場（フジテレビONE）[154]
- 20日
  - LEADERS ディレクターズカット（TBS）[注 107]
  - 激撮!直撃!!スクープ 秘蔵映像全て見せます（毎日放送）[注 108]
- 22日 - 放送記念日特集 今、テレビはどう見られているか（NHK総合）
- 24日 - 風雲!大歴史実験 桶狭間の戦い 織田信長、今川の大軍撃破の秘密（NHK BSプレミアム）
- 26日 - 最後の一日 最後の言葉〜ホントにそれでいいんですか?〜（日本テレビ）
- 27日 - キッチンが走る!最終回SP（NHK総合）
- 28日 - 紺野、踊り納めるってよ（27日深夜、テレビ東京）※シリーズ最終回[注 109]
- 29日・30日 - 認知症キャンペーン特集（NHK総合）
- 30日
  - 生死を分けたその瞬間 体感!奇跡のリアルタイム（読売テレビ）
  - 今田と陣内のドラゴンクエスチョン（読売テレビ）[155]
  - さまぁ〜ずTV動物園（フジテレビ）[156]

### 4月放送
- 1日 - 世界法廷ミステリー緊急スペシャル!裁かれた大統領（フジテレビ）[156]
- 2日
  - 大地の恵み・日本農業賞記念コンサート（NHK総合）
  - NEO決戦バラエティ キングちゃんスペシャル（テレビ東京）
  - 爆笑!お泊まり演芸3（BS朝日）
- 4日 - クイズ・ドレミファドン!2017春〜1万人が選んだ名曲ベストヒットSP〜（フジテレビ）[156]
- 5日
  - ちゃんと教えてください（4日深夜、フジテレビ）
  - 石橋貴明のスポーツ伝説…光と影（TBS）
- 6日
  - オワライターズ#2（5日深夜、フジテレビ）[157]
  - ビートたけしの私が嫉妬したスゴい人（フジテレビ）[156]
- 8日 - なるほど!ザ・ワールド2017春 世界の絶景スペシャル（フジテレビ）[注 66][156]
- 9日
  - テレビ史を揺るがせた100の重大ニュース（TBS）[158]
  - 梅沢富美男&松崎しげる 小京都を巡るおじさん旅 尾道編（BS日テレ）
  - 元気の秘訣!おいしい発酵食品の謎II〜キムチ・納豆・チーズ〜（BSジャパン）[159]
- 10日
  - お台場APPSラボ2017（9日深夜、フジテレビ）
  - さんタク（フジテレビ）[注 110][156]
  - ヨロシクご検討ください（日本テレビ）
- 12日 - 天海祐希・石田ゆり子のスナックあけぼの橋（フジテレビ）[156][160][注 111]
- 15日 - やりすぎ取り締まり!800km旅 必殺!上島新撰組2（福岡放送）[161][注 88]
- 22日
  - THEニッポン観光!ブームを牛耳る仕掛け人!進化系新名所10連発!（静岡第一テレビ）[注 2][162]
  - 名歌復活!〜弾き語り 昭和のメロディー〜（BSフジ）
- 23日 - 島ぜんぶでおーきな祭〜第9回沖縄国際映画祭沖縄美女だらけSP（日本テレビ）
- 26日・27日 - SUBARU100周年記念特別番組 星団遥かなり（群馬テレビ）[163]
- 29日 - セキララ夫人会（テレビ朝日）
- 30日
  - 地域魅力化ドキュメント ふるさとグングン!（NHK総合）[164][注 115]
  - 熱演!競演!歌舞伎のにぎわい第〜38回俳優祭〜（NHK Eテレ）
  - 明石家さんまの転職DE天職6（日本テレビ）

### 5月放送
- 3日
  - 憲法記念日特集（NHK総合）
  - 銭金 復活!今どきのビンボーさんスペシャル（テレビ朝日）
- 6日
  - 第46回広告大賞（フジテレビ・関西テレビ）[注 25][注 116]
  - 第52回上方漫才大賞（関西テレビ）
  - 池内博之の漂流アドベンチャー2（NHK BSプレミアム）
  - 水谷千重子キーポンシャイニング歌謡祭2017（WOWOWライブ）[注 117]
- 7日
  - 世界で働くお父さん12（テレビ東京）[注 30]
  - 動物の赤ちゃん大集合!パート3〜涙と笑いの密着1000時間〜（前・後編、BS-TBS）
- 13日
  - 東海のイイとこみんな教えて!ロンブー淳のスマホ旅!（東海テレビ）[165]
  - 国際バラとガーデニングショウ2017（NHK BSプレミアム）
  - 大追跡!あの懐かしのスターは今 Part4（BSジャパン）
  - 鉄道伝説 消えゆく時代を彩った鉄道たち 2017春（BSフジ）
- 14日
  - 夢のブラマヨ研究所ブラック・トゥ・ザ・フューチャー（東海テレビ）[166][注 118]
  - せいじ・忠志のおかんと絆デート in 沖縄（読売テレビ）
- 18日 - グサッとアカデミア〜中山&林先生の女性に刺さる幸せ講義〜（日本テレビ）
- 20日・21日 - ボクシングフェス2017 SUPER 2 DAYS（フジテレビ）[167]
- 21日
  - そう言えば良かったのか!絶体絶命アンサー（朝日放送）[注 119]
  - 昭和平成ヒット商品全部見せます!（テレビ東京）[注 30]
  - 爆笑問題の深海WANTED 世界vs日本 超レア深海生物捕獲スペシャル（テレビ静岡）[169]
- 22日 - 大家族石田さんチ 別居・介護・相続…終活宣言で大騒ぎ!（日本テレビ）
- 28日
  - 第68回全国植樹祭とやま2017（NHK総合）
  - とりあえず、1回全部出してみる!（テレビ東京）[注 30]

### 6月放送
- 3日 - 第45回ローザンヌ国際バレエコンクール（NHK Eテレ）
- 9日
  - 追跡!平成オンナの大事件（フジテレビ）[注 12][注 120]
  - ゆる〜く深く!プロ野球（NHK BS1）[注 121][注 122]
- 10日
  - 豊さんと憲武ちゃん!旅する相棒（テレビ朝日）[注 123]
  - 歴史ミステリーロマン GHQ暗躍の謎を解け!（BSジャパン）[171][注 124]
- 10日・11日 - 熱狂!YOSAKOI絶叫!ソーラン2017（札幌テレビ放送）
- 10日・17日 - 旅旅しつれいします。（NHK総合）[172]
- 11日 - 今夜大賞決定!YOSAKOIソーラン2016 THE FINAL（テレビ北海道）
- 12日 - NO LIMIT〜その先に、見えるもの〜（11日深夜、フジテレビ）[173]
- 13日・20日 - 中井貴一 ヨーロッパ大紀行II（BS-TBS）[174]
- 14日 - 吉本陸上競技会 THE GOLDEN 2017（毎日放送）
- 16日 - 発掘!エトセトラさん（テレビ朝日）[注 125][175]
- 17日
  - ディズニー・オン・アイス(秘)話 7大発見!ドイツ最新版に潜入（日本テレビ）[注 2]
  - 地球環境大賞2017（フジテレビ）[注 25]
  - AKB48 49thシングル選抜総選挙〜まずは戦おう!話はそれからだ〜（フジテレビ）[176]
  - 福岡すっぴんツアー!7 今ちゃん博多でリフレッシュSP（福岡放送）
- 18日・25日 - 最強のネット錬金術師No.1決定戦!錬金王（日本テレビ）[注 126]
- 18日
  - 日本のSOS!?便利屋密着24時（テレビ東京）[注 30]
  - たけい荘Z〜壮だったのか!スポーツの極意〜（東海テレビ）[177][注 127]
- 20日
  - コレ誰!?偉人伝 ナニした!?大調査団（朝日放送）[注 128]
  - 池上彰の関西人が知らないKANSAI（関西テレビ）
- 23日 - 平成29年沖縄全戦没者追悼式（NHK沖縄放送局 / NHK総合）[178]
- 24日
  - 絶対に行きたくなる!北海道ラーメン30連発2017（テレビ北海道）[179]
  - 関西私鉄沿線ぶらり旅2〜すぐそこが、めっちゃ楽しい〜（テレビ大阪）[180][注 129]
- 25日
  - ニッポンを釣りたい! 話題の芸能人!まさかの休日（テレビ新広島）
  - 玉置浩二ショー（NHK BSプレミアム）
- 28日 - テレ東音楽祭2017（テレビ東京）[181]
- 30日 - 世界の秘境で日本料理4（TBS）

### 7月放送
- 1日
  - THE MUSIC DAY2017 願いが叶う夏（日本テレビ）[182]
  - 新どうぶつ奇想天外!（TBS）[注 130]
- 2日 - 超豪華&超激安 どっち派ジャーニー〜夏の東北!激ウマ名湯旅〜（仙台放送）[183]
- 2日、3日、6日 - 夏ドラマ開幕直前祭!（TBS）
- 4日 - 潜入!ウワサの大家族SP（関西テレビ）
- 6日 - ドクターW 命の砦を守る女性医師 Part2（BS日テレ）
- 7日 - ソノサキ〜のぞいてみたらスゴかった!〜（テレビ朝日）※パイロット版[注 131]
- 8日（7日深夜） - サマソニ命DX2017（朝日放送）[184]
- 9日
  - タカアンドトシの北海道ひだか横断 今夜、宿ナシ二人旅（北海道文化放送）[185]
  - 第38回ABCお笑いグランプリ（朝日放送）
- 13日 - 武田鉄矢の思えば遠くへ来たもんだ〜母のふるさと阿蘇、そして日本一幸せな県へ〜（BS日テレ）[注 132][186]
- 15日
  - LIVE MONSTER LIVE 2017（14日深夜、日本テレビ）
  - 音楽の日（TBS）[187]
  - お台場みんなの夢大陸2017開幕SP（フジテレビ）[注 25]
  - 台湾フォルモサ紀行2017〜Meet Colors!カラフルな台湾に出逢う旅〜（チバテレ）
  - 博多祇園山笠関連番組
    - 博多祇園山笠2017（NHK福岡放送局 / NHK総合(福岡県)）[注 133]
    - ふくやスペシャル 走れ!山笠2017（九州朝日放送）
    - 勇壮!博多祇園山笠2017（RKB毎日放送）
- 16日
  - 松重豊の大シベリア5000キロ〜日本人が知らない餃子ロード〜（RKB毎日放送）[188][注 134]
  - ニッポンのスゴ腕漁師 2017夏（テレビ東京）[注 30][注 135]
- 17日
  - 夏バテ予防!スタミナ家族に福きたる!〜平野レミの早わざレシピ第4弾〜（NHK総合）
  - オリンピックコンサート2017（NHK総合）
  - 海洋アドベンチャー タラ号の大冒険2（NHK総合）[189][注 136]
  - アサヒ飲料スペシャル これぞニッポンの海〜美しい海に魅了された人たち〜（中京テレビ）[190]
  - 壮絶人生ドキュメント プロ野球選手の妻たち（TBS）[191]
  - 2017祇園祭山鉾巡行 前祭（KBS京都・BSフジ）
- 21日 - LOVE LOVE あいしてる 16年ぶりの復活SP（フジテレビ）[192][193]
- 22日 - 今田耕司の世界オモシロ通販!!5（日本テレビ）[194]
- 23日
  - おしゃべり異種格闘技 論破王（関西テレビ）[195]
  - いよいよ開幕!織田・中井の世界陸上&熱戦世界パラ陸上生放送SP（TBS）
  - 大人のたしなみズム2（BS日テレ）[注 137]
- 25日 - 2017天神祭生中継 舞い上がれ!水都彩る天空絵巻（テレビ大阪）
- 28日
  - 漫才夏祭り2017（NHK大阪放送局 / NHK総合（近畿2府4県））[196]
  - 北の大地コンサート2017 〜夏だ!十勝だ!どさんこフォーク〜（NHK帯広放送局 / NHK総合（北海道））
  - 北国からのコンサート2017夏（NHK仙台放送局 / NHK総合（東北6県））[197]
- 29日
  - アサヒビールスペシャル 独占生中継!第40回隅田川花火大会（テレビ東京）
  - いいね!北海道発の夏旅・温泉・グルメ!（北海道放送）[198]
  - 柳沢慎吾のわがままツアーin札幌5（テレビ北海道）[199]
- 30日
  - 志村けん聞録〜初夏の鎌倉 元気が出るふれあい旅〜（テレビ朝日）[注 84]
  - あっぱれ!ジャパニズム宣言（読売テレビ・中京テレビ）[200]
  - ヤマハ・ガラ・コンサート2017〜未来へつなぐ音楽の心〜（BS朝日）[201]

### 8月放送
- 5日
  - 第49回思い出のメロディー（NHK総合）
  - アイドル223組大集合!世界最大のアイドルイベントの魅力を徹底解説!TOKYO IDOL FESTIVAL2017真っ最中!生放送スペシャル!（フジテレビ）[注 25]
  - 高校野球開幕直前SP 渡部・ザキヤマの高校野球研究部2〜99回大会の見どころ発表会〜（朝日放送）
  - 勝俣、短パンを買う。3〜友近と森泉もなんか買う。〜（朝日放送）
  - 浴衣de漫才2017（関西テレビ）[204]
  - 2017なにわ淀川花火大会中継（テレビ大阪）
- 6日・7日（5・6日深夜） - あなたが選ぶ!お笑いハーベスト大賞2017（BS日テレ）[205]

- 6日
  - ザ・スクープスペシャル ビキニ事件63年目の真実（テレビ朝日）[注 84]
  - ネタ祭り2017 夏の陣（朝日放送）[206]
  - 最恐映像ノンストップ5（テレビ東京）[注 30][207]
  - 逃走中 ワンピース コラボスペシャル ～海賊ルフィと恐怖のハンター～（フジテレビ）
- 7日（6日深夜） - 稲川淳二の怪談グランプリ2017（関西テレビ）

- 9日(中国5県)・18日(17日深夜・全国) - いのちのうた2017（NHK広島放送局 / NHK総合）[208]

- 12日 - やすしきよしの夏休み'17 わがまま爆笑珍道中!（関西テレビ）
- 12日・19日 - キャンパス11（BS日テレ）[210]
- 13日 - 今田耕司の福岡お忍び美女探しツアー（福岡放送）[211][注 140]
- 14日
  - 消費者観察バラエティー 気になるお客サマ3（日本テレビ）
  - 生命38億年スペシャル 人間とは何だ…!?11（TBS）[212]
- 15日
  - 全国戦没者追悼式（NHK総合）
  - 第69回諏訪湖祭湖上花火大会（BS-TBS）[213][注 141]
- 16日 - 生中継!京都五山送り火2017（BS11）[215]
- 18日
  - ココズレ2 ココがズレてる健常者〜障害者100人がモノ申す〜（NHK総合）[216][注 142]
  - 世界動物ゲキレアハンター（フジテレビ）[注 12][217][注 143]
- 19日
  - 黒柳徹子のミャンマー報告（テレビ朝日）
  - ポンコツおじさん旅に出る5（テレビ東京）[注 44]
  - パックン&河北麻友子のあつまれ!VRフレンズ夏休みスペシャルinアメリカ（TOKYO MX1）
- 20日
  - 第15回全日本国民的美少女コンテスト（テレビ朝日）
  - 誰も調べた事がない日本語ランキング ニッポンねほりはほり（テレビ西日本）[218][注 144]
  - 英傑の末裔2（BS-TBS）
  - ありがとう千代の富士特別版（BSフジ）[注 145]
- 22日・29日 - リアルドキュメント ガチ10!（NHK Eテレ）
- 23日 - Iwataniスペシャル 第40回鳥人間コンテスト2017（読売テレビ）
- 25日 - はじめてのクラシック2017 クラシック音楽ってなぁに?（BS朝日）[219]
- 26日〜27日 - 24時間テレビ40 「愛は地球を救う」（日本テレビ / NNN・NNS31局[注 146]）
- 26日
  - 生中継 秋田大曲 全国花火競技大会2017（NHK BSプレミアム）
  - 韓国・悠久の歴史と美食の旅〜慶尚北道をめぐる〜魅惑とロマンの大伽耶（でがや）紀行（BS朝日）[220]
- 27日 - 日本民謡フェスティバル2017（NHK総合）
- 28日 - 完全密着!真夏の激走2017 24時間マラソンドキュメント（日本テレビ）
- 30日 - V6の愛なんだ2017 史上最高の夏まつり!（TBS）[221]
- 31日 - 交通警察2017 真夏の大捜査線（日本テレビ）

### 9月放送
- 1日
  - ライオンスペシャル 第37回全国高等学校クイズ選手権（日本テレビ）
  - 夏の終わりの、ねほりんぱほりん（NHK総合）[222]
- 2日
  - ジャイアンツカップ2017（日本テレビ）
  - 有吉の夏休み2017密着77時間inハワイ（フジテレビ）[注 66][223]
- 2日（SBS）・10日（BS） - 超ドSフェスタしずおか —ONE LIVE—（静岡放送 / BS-TBS）
- 3日 - 決定!こども囲碁名人〜第38回少年少女囲碁大会〜（NHK Eテレ）
- 4日 - 外国人100人が本当に驚いた 世界びっくり映像No.1決定戦（テレビ朝日）[注 148]
- 4日・11日 - 世界制服 セカイセイフク（NHK Eテレ）[224]
- 9日
  - 第32回国民文化祭・なら2017（NHK総合）
  - 青春舞台2017（NHK Eテレ）
  - 空とギターとぐっさんと（関西テレビ）[225][注 149]
- 9日〜10日 - FNS27時間テレビ2017 にほんのれきし（フジテレビ / FNS27局[注 150]）[226]
- 12日〜14日（11〜13日深夜） - スジナシVol.6（CBCテレビ / TBS）[注 151]
- 14日 - UTAGE!3時間SP（TBS）
- 15日
  - 全部揃えてみます。〜ちょっと自慢できる雑学テレビ〜（フジテレビ）[227][注 12][注 152]
  - ウタフクヤマ（フジテレビ）[228]
- 16日 - 石ちゃん&美女軍団 北陸新幹線 富山盛り満腹ツアー（日本テレビ）[注 2][229]
- 16日・23日・30日 - オドモTV（NHK Eテレ）[230]
- 17日
  - 俳句甲子園二〇一七（NHK Eテレ）
  - 中山秀征の究極ハウス（九州朝日放送）[注 84][231][注 153]
- 18日
  - 吉本超合金F 2017〜帰ってこいよ超合金90分SP〜（17日深夜、テレビ大阪）[232]
  - 玉置浩二 歌に込めた想い（テレビ愛知）[233][注 154]
  - カープ セ・リーグ連覇!（NHK広島放送局。18:58 - 18:59（012chで19:30まで継続）、22:00 - 22:50の2回放送）
- 20日 - 歌ネタ王決定戦2017（毎日放送）
- 22日
  - 太川陽介の北海道ルイルイ移住ケイカク!!（テレビ北海道）[234]
  - The Photographers4 〜写真家という生き方を追い求めて〜（BS朝日）[235]
- 23日・30日 - DaiwaHouse and Tomoko Yamaguchi present LISTEN（BS朝日）
- 24日
  - ○○に10万円あげたらこんな使い方されちゃいました!3（CBCテレビ）[236]
  - 住民を守れ!日本全国 駆除の達人X（テレビ東京）[注 30]
  - 岸和田だんじり祭2017（テレビ大阪）
- 26日
  - 全国民に教えたい!謎のやりすぎウマすぎ大繁盛ご当地チェーン（TBS）[237]
  - 所でナンじゃこりゃ!?（テレビ東京）

### 10月放送
- 1日 - Cygames キングオブコント2017〜10th ANNIVERSARY〜（TBS）[238]
- 1日・2日 - ザ・ベストテレビ2017（NHK BSプレミアム）
- 2日〜6日 - おはよう、たけしですみません。（テレビ東京）[239][240][241]
- 2日（吉田修一編）・9日（村山由佳編） - ネコメンタリー 猫も、杓子も。（NHK Eテレ）[242]
- 3日（2日深夜）・10日（9日深夜） - トイレ観光（テレビ愛知）[注 87][243][244]
- 4日（3日深夜）・11日（10日深夜） - ハイパーハードボイルドグルメリポート〜ヤバい世界のヤバい奴らのヤバい飯〜（テレビ東京）
- 4日
  - リンカーン2017秋 第10回芸人大運動会（TBS）[238]
  - 密着取材!この時期危ない!スズメバチの脅威2（BS日テレ）[注 155]
- 6日（5日深夜）・13日（12日深夜） - 女ウラミ飯（テレビ東京）[245]
- 7日・8日 - 衝撃スクープSP（フジテレビ）
  - 7日 - 衝撃スクープSP 30年目の真実〜東京・埼玉連続幼女誘拐殺人犯・宮﨑勤の肉声〜[注 66][246]
  - 8日 - 衝撃スクープSP 金正男暗殺事件の真相 〜北朝鮮・史上最大の兄弟ゲンカ全記録〜[247]
- 8日
  - VSスーパードクター2017秋〜密着!最強の女性外科医〜（テレビ朝日）[248]
  - 歴史街道スペシャル〜築城410年 彦根城と井伊直弼〜（朝日放送）
  - ダイワハウス presents 尾上菊之助2017 歌舞伎まっしぐら（BS朝日）
- 9日
  - 金閣寺音舞台（8日深夜、毎日放送）
  - ど夜中フェス!! #2（8日深夜、フジテレビ）[249][注 156]
  - 美と若さの新常識 しっかり食べてキレイに!SP（NHK総合）[250]
  - フィギュアスケート 木下グループカップ カーニバル・オン・アイス2017（テレビ東京）
  - ヨーロッパ1300km 爆走!ガチンコラーメン屋台（テレビ東京）[251]
- 9日(長崎)・30日(29日深夜、BS) - 長崎くんち2017（NHK長崎放送局 / NHK総合（長崎県域）・BSプレミアム）[252]
- 10日
  - ヨーロッパ財宝ミステリー2×西島秀俊〜失われた琥珀の間の秘密〜（BS-TBS）[253][注 157]
- 12日（11日深夜）- 帰ってきた芸人報道1時間スペシャル（11日深夜、日本テレビ）[254]
- 13日 - ヘンないきもの 最新ランキング大発表SP（フジテレビ）[26]
- 14日
  - 自転車で駆ける!ツール・ド・東北2017（TBS）
  - ここが世界の行き止まり!地球のはしっこ!絶景ハウス（テレビ東京）[255]
- 15日
  - 明石家さんまのずっとあなたが好きだった!（TBS）
  - リアラグ ほんとうのぜいたくって?（BSジャパン）[256][注 158]
- 15日（#7）・22日（#8） - ザ・フォークソング〜青春のうた〜（NHK BSプレミアム）
- 21日 - 衆院選特集（NHK総合）
- 21日・22日 - TKUの日2017（テレビ熊本）
- 22日 - 所&林修のポツンと一軒家（朝日放送）[注 159]
- 23日 - 2017衆院選 列島ドキュメント（NHK総合）
- 26日
  - 2017プロ野球ドラフト会議 supported by リポビタンD（TBS）
  - ドラフト緊急生特番!お母さんありがとう（TBS）
- 27日 - 全日本なわとびかっとび王選手権2017（NHK総合）
- 28日
  - 涙をぬぐって走れ! 密着!全日本大学女子駅伝（日本テレビ・BS日テレ）
  - 秋の皇室スペシャル!プリンセス"旅立ち"美智子さま贈ることば（TBS）
  - 絶好釣!九州釣り天国（テレビ西日本 / FNS九州・沖縄8局ネット）[257]
  - ウルトラ重機3（NHK BSプレミアム）[258]
- 29日
  - 第37回全国豊かな海づくり大会福岡大会（NHK福岡放送局 / NHK総合）
  - ヒトカド。スペシャル（BSフジ）

### 11月放送
- 4日 - 平成29年度NHK新人落語大賞（NHK総合）
- 4日・11日・18日 - 笑あがき〜崖っぷち芸人成り上がり実録〜（NHK総合）[259]
- 4日・25日 - セノビタビ（フジテレビ）[注 25]
- 5日
  - 偉人ゆかりの地を巡る!京都なりきりツアーズ3（4日深夜、TBS）[注 160]
  - 虹の架け橋まごころ募金コンサート（NHK BSプレミアム）
- 12日 - シンフォニック・ゲーマーズ2〜よみがえる英雄たち〜（NHK BSプレミアム）[注 161]
- 15日 - ベストヒット歌謡祭2017（読売テレビ）
- 15日（BSN）・26日（BS-TBS） - ドナルド・キーン95歳 心の旅（新潟放送・BS-TBS）[260]
- 19・26日 - オーストラリア縦断3000キロソーラーカーレース（BSジャパン）[261]
  - 19日 - ソーラーカーでオーストラリア縦断!極限のレースに挑む日本の技術
  - 26日 - オーストラリア縦断3000キロ 過酷!ソーラーカーレース
- 20日 - NPB AWARDS 2017 supported by リポビタンD（J SPORTS・BS-TBS）[262]
- 23日 - ブレイブ 勇敢なる者（NHK総合）
- 25日
  - 10人旅〜美味しいと新しいと伝統と!全部たのしんじゃう金沢旅〜（フジテレビ）[注 66][263]
  - シスメックススポーツスペシャル 神戸マラソン2017〜チェンジ〜（朝日放送）[264]
  - 響け!吹奏楽の甲子園 第65回全日本吹奏楽コンクール全国大会 高校の部（BS朝日）[265]
- 26日
  - N響ピクニックコンサート2017（NHK Eテレ）
  - 誰も知らない明石家さんま ロングインタビューで解禁!（日本テレビ）[266]
  - 中居正広のプロ野球珍プレー・好プレー大賞2017（フジテレビ）[注 47]
  - ケイ・オプティコムスポーツスペシャル 大阪マラソン2017（毎日放送・読売テレビ）
- 28日 - 日テレ系音楽の祭典 ベストアーティスト2017 (日本テレビ)

### 12月放送
- 2日（1日深夜）・9日（8日深夜） - トットと有名になりやがれ!広島キラリハンター（広島ホームテレビ）[276]
- 2日
  - 橋下×羽鳥のニュースで話題になったあの人…調べてみた!（テレビ朝日）※レギュラー番組終了後初
  - スーパー主婦 ザ☆ワールド（NHK BSプレミアム）[注 162]
- 3日 - 24日(2 - 23日深夜、全4回) - おやすみ王子（NHK Eテレ）[278]
- 3日
  - 第50回日本作詩大賞（テレビ東京）
  - 正しくお参り!バッチリ開運!やしろツアーズ4（東海テレビ）[279]
- 4日 - 発表!第50回日本有線大賞（TBS）※最終回[280][281]
- 6日
  - グッときた名場面ベスト77（日本テレビ）
  - 緊急!池上彰と考えるニュース総決算!2017（TBS）[注 91][282][注 163]
- 9日 - 必見!ヒット商品研究所〜2017ベストヒット&ロングセラーのヒミツ〜（テレビせとうち）[283]
- 10日 - 第10回貝印スイーツ甲子園!高校生パティシエNo.1!クリスマス決戦（テレビ東京）[284]
- 12日 - 第17回わが心の大阪メロディー（NHK大阪放送局 / NHK総合）[285]
- 15日 - 堂本兄弟2017 聖なる夜がやってくるSP（フジテレビ）[286]
- 16日
  - クリスマス オン アイス2017（テレビ東京）
  - ギリギリ昔話（フジテレビ）[注 66][注 164]
- 17日
  - 平成29年度NHK新人お笑い大賞（NHK総合）
  - さんま&手越も大興奮!世界一の○○全部見せますSP（日本テレビ）
  - FNN重大ニュース 大追跡×総決算SP（フジテレビ）
  - 正月映画大百科（サンテレビ）
- 22日 - ずるい奴らを許すな! 目撃!Gメン 徹底追及スペシャル（日本テレビ）
- 23日
  - 皇室この一年（NHK総合）
  - おやすみ日本 眠いいね! 第14弾 実は5周年でしたSP（NHK総合）
  - 箱根駅伝 絆の物語（日本テレビ）
  - ビートたけしの禁断の大暴露!!超常現象(秘)Xファイル祝20周年!嵐のオカルト砲さく裂スペシャル（テレビ朝日）
  - 1万人の第九2017〜日本中の想いが集う日〜（毎日放送）[287]
  - 皇室スペシャル2017 新時代（フジテレビ）[68]
  - THE歌謡祭2017〜昭和から平成に歌い継がれる流行り歌〜（BS日テレ）[288]
  - KUMONファミリースペシャル 寬仁親王牌 第32回童謡こどもの歌コンクール グランプリ大会（BS朝日）[289]
  - 理美容甲子園2017〜挑戦、そして未来へ〜（BSジャパン）
- 24日
  - 第43回将棋の日 IN 札幌（NHK Eテレ）
  - もうかるジャーナルミヤネ式 大忘年会SP どうやってもうけましたん?（フジテレビ）[68]
  - ABUソングフェスティバルin四川（NHK BSプレミアム）
  - 中田英寿 世界一の日本酒に出会う〜SAKE COMPETITION 2017〜（BS-TBS）
- 25日
  - 明石家サンタの史上最大のクリスマスプレゼントショー2017（24日深夜、フジテレビ）
  - クリスマスの約束2017（TBS）[290]
  - オールジャパン メダリスト・オン・アイス2017（フジテレビ）
- 26日 - それってタブーですか?（25日深夜、テレビ東京）[注 165][291]
- 26日・27日 - 事件の涙 〜Human Crossroads〜（NHK総合）
- 27日
  - 2018年絶対コレが観たい!アート&ステージ（26日深夜、日本テレビ）
  - 中居正広のプロ野球魂（26日深夜、テレビ朝日）[292]
  - ジャパコン特別編 アニメロサマーライブ密着特番2017（26日深夜、フジテレビ）
  - 報道スクープSP 激動!世紀の大事件V（フジテレビ）[68]
  - 八方・今田のよしもと楽屋ニュース2017（朝日放送）
- 28日
  - 読響・第九コンサート2017（27日深夜、日本テレビ）
  - ビートたけし映画小説大ヒットなのに日本はなぜ勲章をくれないのかTV（27日深夜、TBS）[293]
  - 有働×はに丸ジャーナル〜2017年 年忘れ無双SP〜（NHK総合）
- 28日・29日 - すばらしき仲間〜Forever〜（CBCテレビ）[294]
- 29日 - 31日（全3回） - 耳をすませば（NHK総合）
- 29日
  - ロンブー淳の朝までナマ居座り。（29日深夜、毎日放送）※0:10 - 1:40、2:10 - 3:10の2部構成[295]。
  - 大相撲この一年（NHK総合）
  - 爆笑!明石家さんまのご長寿グランプリ2017（TBS）[296]
  - ヤバイ話ザ・ワールド（テレビ東京）[297][注 166]
  - ビートたけしのオワラボ（フジテレビ）[68]
  - オールザッツ漫才2017（毎日放送）
  - とらぶる?トラベル!2017（関西テレビ）[298]
- 30日
  - 超!超人女子（29日深夜、テレビ朝日）
  - 一狩りいこうぜ!Presents ハンティングワールドツアー（29日深夜、テレビ東京）[299]
  - もう帰ってきた!あにてれ情報局5（29日深夜、テレビ東京）
  - 報道の日2017（TBS）[300]
  - 第59回輝く!日本レコード大賞（TBS）[301]
  - プロ野球戦力外通告・クビを宣告された男達（TBS）
  - クイズ☆正解は一年後（TBS）
  - たけしの誰も知らない伝説〜ニッポンの天才達2017〜（テレビ東京）
  - アースウォーカー「アマゾン&小笠原」地球をつくる"食"の謎を追う（フジテレビ）[68]
  - The 世界力2（東海テレビ）[68][注 167]
  - よしもと爆笑データバンク2017〜105人しっかり忖度しますSP〜（関西テレビ）[302]
  - アメリカン・ミュージック・アワード2017（NHK BSプレミアム）
  - ニッポン激論納め2017（BSジャパン）
- 31日 ※『第68回NHK紅白歌合戦』については上述参照。
  - スタジオパークおおみそかスペシャル（NHK総合）※12:15-12:45・13:05-14:00の2部構成。
  - 全国自治宝くじ年末ジャンボ抽せん会（NHK総合）
  - しあわせニュース2017（NHK総合）
  - まるごと見せます!世界の教育コンテンツ〜日本賞2017〜（NHK Eテレ）[303]
  - N響"第9"演奏会（NHK Eテレ）[304]
  - クラシック・ハイライト2017（NHK Eテレ）[304]
  - KYOKUGEN2017（TBS）[305]
  - 大みそか列島縦断LIVE 景気満開テレビ2017（フジテレビ）[68]
  - 上方漫才トラディショナル2017（毎日放送）[306]
  - ミヤネのナンバーワン2017（関西テレビ）[307]
- 31日 - 2018年1月1日未明
  - ゆく年くる年（NHK総合）
  - 東急ジルベスターコンサート2017-2018（テレビ東京・BSジャパン）[308]
  - ジャニーズカウントダウン2017-2018 20周年記念超豪華年越し生放送（フジテレビ）[309]
  - ホークス特番2017 日本一奪回したんダホー!スペシャル（TOKYO MX）
  - ゆく桃くる桃〜第1回ももいろ歌合戦〜（テレビ埼玉・BS11・フジテレビNEXT）[310][311][注 168]
  - 年越し映画マラソン（NHK BSプレミアム）[312]
  - 生中継!福山☆冬の大感謝祭 其の十七（WOWOWプライム）[313]

### 1年間で複数回放送された特番
※現在レギュラー放送されている番組については別節も参照。
- 1月1日、3月28日、5月4日、8月7日、12月27日 - 国民アンケートクイズ リアル日本人!（NHK総合）
- 1月1日（20）、4月7日（21） - 世界の秘境で大発見!日本食堂（テレビ東京）
- 1月1日、4月21日、12月28日 - 内村カメラ（日本テレビ）
- 1月1日、12月28日 - The Game 〜震えた日〜（BSフジ）[389]
- 1月2日（ポルトガル）、1月21日、2月18日（イギリス）、3月25日（総集編） - 関口知宏のヨーロッパ鉄道の旅（NHK BSプレミアム）
- 1月2日（1日未明）、5月13日（2）[注 82] - 100人のススメ!（フジテレビ）[89]
- 1月3日、6月26日 - イガイ星人ジャパパパーン（関西テレビ）[390]
- 1月4日[85]、4月4日 - メイドインJAPAN 日本を誇りに思えるSP!（TBS）
- 1月4日（冬）、4月19日（春） - 激録・警察密着24時!!2017（テレビ東京）
- 1月4日[72]、6月30日 - 下がり上がり（フジテレビ）
- 1月5日[76]、3月27日 - トリハダ（秘）スクープ映像100科ジテン3時間SP（テレビ朝日）
- 1月5日[76]、4月7日、9月30日 - さまぁ〜ずチャート（テレビ朝日）[391]
- 1月7日、2月4日、11月11日 - 健康の秘訣とは!（テレビ東京）
- 1月7日（初場所）、3月4日（春場所）、5月6日（5月場所）、7月8日（名古屋場所）、9月9日（9月場所）、11月4日（九州場所） - 感動!大相撲がっぷり総見〜○○場所を百倍楽しく見る極意〜（BSフジ）
- 1月7日（9）、6月17日（10）、9月16日（11）、12月2日（12） - たけしの“これがホントのニッポン芸能史”（NHK BSプレミアム）
- 1月7日、3月18日、4月15日、9月16日、11月18日 - 藤あや子・坂本冬美・香西かおり・伍代夏子 艶歌四人姫!（BSフジ）
- 1月8日（5）、8月6日（6） - いくぞニッポン!こども経済TV5（テレビ東京）[392]
- 1月13日、9月22日 - 芸能界特技王決定戦 TEPPEN2017（フジテレビ）[注 12]
- 1月14日、3月19日 - プロ野球SP 伝説の好珍プレー一挙公開!!（BS日テレ）
- 1月15日、4月16日、11月19日 - ローカル単線で巡る旬旅（BSフジ）
- 1月18日[注 91]、6月7日[注 91]、10月9日 - 実録!マサカの世界衝撃事件（TBS）
- 1月18日、3月25日 - クイズ!ボンバーワン（TBS）
- 1月21日[注 82]、9月14日 - ハク学の壁（フジテレビ）
- 1月25日（第一集）、2月22日（第二集） - 中国王朝 よみがえる伝説 悪女たちの真実（NHK BSプレミアム）
- 1月27日、6月16日、11月3日 - キテレツ人生!なんでこうなった!?（フジテレビ）[注 12]
- 1月28日、5月30日 - 日本テッパン遺産（テレビ朝日）[393]
- 1月28日、2月12日、3月12日、4月9日、6月4日、11日 - イキザマJAPAN（関西テレビ）[394]
- 1月29日[注 21]、8月17日・24日（16・23日深夜）、10月18日、12月28日 - 正解のない問題（日本テレビ）[注 187][396]
- 1月29日、2月12日、9月18日、10月8日、12月17日 - 旅MAX〜山里の魅力創造社〜（CBCテレビ）[397]
- 1月31日（2）、7月25日（3） - お笑いトレンディ夜会（BS朝日）[398][注 188]
- 2月1日、8月31日〜9月28日（8月30日〜9月27日深夜、全5回）、12月12日(11日深夜) - オトせ!（日本テレビ）[399]
- 2月4日、3月4日、6月24日、9月23日（金曜深夜） - キテます。BONSAI（瀬戸内海放送）[400]
- 2月4日、5月20日 - 驚き!ニッポンの底力（NHK BSプレミアム）
- 2月5日（4日深夜、2）、5月7日（6日深夜、3） - 夢眠る体育祭（中京テレビ）
- 2月5日[注 189]、8月5日 - ゴン中山&ザキヤマのキリトルTV（テレビ朝日）
- 2月7日（6日深夜）[注 126]、8月6日（2）[注 21] - 〜世間の愚痴から今を知る〜神様のグチ（日本テレビ）
- 2月9日、28日、3月28日、5月2日、6月6日、7月4日、8月15日、10月24日(いずれも未明) - 地球の走り方〜世界ラリー応援宣言〜（テレビ朝日）[401][402]
- 2月9日（1）、6月8日（2）、10月5日（3） - 元気がよろしいようで!（BS日テレ）
- 2月11日（2（会津鉄道））、8月11日（3（ひたちなか海浜鉄道）） - デビュたん（テレビ東京）
- 2月11日、7月1日 - 怪魚ハンターが行く!（NHK BSプレミアム）[注 100]
- 2月11日、7月26日 - 行くぞ!最果て!秘境×鉄道（NHK BSプレミアム）[注 100][403]
- 2月12日、12月18日[300] - 頼まれてないけど、一旦会議しましょう（毎日放送）
- 2月12日[注 21]、9月4日 - 奇跡!偶然!衝撃!プレゼンSHOW!そんなことある!?（日本テレビ）
- 2月12日、11月12日 - メルクリウスの扉（テレビ東京）
- 2月13日（1）、10月2日（2） - 歌のゴールデンヒット〜オリコン1位の50年間（TBS）[404][405]
- 2月13日（1）、5月1日（2）、8月20日（3）、12月4日（4） - 命を救う!スゴ腕ドクター（BS朝日）[406]
- 2月15日、8月2日[注 91] / 10月22日[注 190] / 12月18日 - 世界衝撃映像100連発（TBS）
- 2月20日(19日深夜)、3月21日(20日深夜) - ドキドキチャレンジ（TBS）[407]
- 2月23日、6月28日 - 歴史×健康バラエティ 偉人たちの健康診断（NHK BSプレミアム）※パイロット版
- 2月25日、5月6日、9月23日 - ENGEIグランドスラム（フジテレビ）[注 66]
- 2月25日（2）、5月27日（3）、11月11日（4） - 久本雅美のこれぞ!にっぽん（日本テレビ）
- 2月25日（5）、9月16日（6） - 大阪人の謎カルチャー調べてみたらスゴかったワォ!（朝日放送）[408]
- 2月26日[注 21]、6月12日 - ネプチューンの!なんでそんなこと言ったの?TV（日本テレビ）[注 191]
- 2月26日、6月18日、10月8日 - 乃木坂46のガクたび!（NHK BSプレミアム）
- 2月26日（5）、7月30日（6） - メイドインホッカイドウ（北海道放送）[409]
- 3月1日（3）、9月27日（4）- さんまの東大方程式（フジテレビ）
- 3月1日[注 95]、11月9日 - 証言者が激白!あの事件の知らなかったコトSP（テレビ東京）
- 3月3日、8月25日 - 号泣!怒声!大説教!見れば必ず応援したくなる!キビシー!（フジテレビ）[注 12][410][注 192]
- 3月4日（11）、6月10日（12）、11月4日（13） - 堂本剛のやからね（毎日放送）[411]
- 3月4日、5月31日、7月19日 - 発見!体感!にっぽん水紀行（NHK BSプレミアム）
- 3月4日、9月16日 - みんなの法律バラエティ!〜誰でもわかるお金の話〜（北海道文化放送）[412][413][414]
- 3月5日、4月12日、8月23日、11月29日 - 六角精児の呑み鉄本線・日本旅（NHK BSプレミアム）
- 3月5日[注 189]、9月24日[注 84] - 神様に選ばれた試合（テレビ朝日）[415][注 193]
- 3月5日、7月30日、11月19日 - あなたのゴミがお宝に!平成のリサイクル密着24時（テレビ東京）[注 30]
- 3月8日[注 12]、8月27日 - 爆笑&感動!世界のいたずらドッキリ映像50連発（フジテレビ）
- 3月8日（4）、10月11日（5） - Mr.マリック&マギー司郎が厳選 次世代マジシャン神業列伝（BS日テレ）
- 3月12日、6月4日、7月30日、10月22日 - 全国百線鉄道の旅（BSフジ）
- 3月12日、6月18日 - 極上!旅のススメ（テレビ朝日）[注 84]
- 3月13日 - 5月1日（いずれも未明、全3回） - アイドル・シャッフルドラマ選手権（毎日放送）[416]
- 3月14日、7月21日（2）、12月8日（3）[注 12] - 実録!金の事件簿 〜こんな奴らは許さない〜（フジテレビ）[417][418]
- 3月14日、7月26日 - 眠れる森の美術館（日本テレビ）
- 3月17日、8月14日 - ニッポンの技で世界を修理 世界!職人ワゴン（テレビ東京）[419][420]
- 3月18日、8月5日 - 芸能人が本気で考えた!ドッキリさせちゃうぞGP[注 66]
- 3月19日、11月19日 - 歴天〜日本の歴史を変えた天気〜（BS朝日）[421]
- 3月20日（14）、7月9日（15） - NON STYLE石田 映画番組やります（朝日放送）
- 3月21日、10月29日 - 水上の挑戦者SP（TBS）
- 3月22日、5月4日、8月9日、12月26日 - のんびりゆったり路線バスの旅（NHK総合）
- 3月22日、10月19日・26日 - ザ・クローゼット（NHK BSプレミアム）
- 3月23日、24日、7月12日、19日 - ぐるりニッポン 灯台紀行（NHK BSプレミアム）
- 3月23日・24日、9月10日 - ふれあい!乾杯!日本ご当地はたらき旅（BS-TBS）
- 3月23日、7月20日、11月16日 - 衝撃のアノ人に会ってみた!（日本テレビ）[422]
- 3月24日 、9月22日 - 明石家さんまのコンプレッくすっ杯（朝日放送）
- 3月24日、12月28日 - 風雲!大歴史実験（NHK BSプレミアム）[423]
- 3月24日、12月29日（Vol.2） - 有田P おもてなす（NHK総合）※パイロット版
- 3月25日、8月30日、9月30日、12月29日[注 194] - エンタの神様 大爆笑の最強ネタ大大連発SP（日本テレビ）
- 3月25日（6）、6月24日（7） - 福岡人志、 松本×黒瀬アドリブドライブ（福岡放送）
- 3月25日、9月24日 - ミ社ラン（TBS）
- 3月26日(25日深夜)、11月5日[注 47] - 加藤浩次vs政治家〜政治の面白いトコ集めました!〜（フジテレビ）[425]
- 3月26日[注 21]、7月29日[注 88] - 大人のワイドショー（日本テレビ）
- 3月26日[注 195]、12月15日（14日深夜） - 男の本性あぶり出しバラエティ 妄想ふくらむフグ女たち（読売テレビ）
- 3月27日、5月27日、6月23日、8月21日〜23日(3夜連続[注 196])、11月11日、12月18日、22日、25日 - ノーナレ（NHK総合）
- 3月27日、8月7日 - グレート☆コネクション（日本テレビ）[427]
- 3月28日、12月23日 - 世界で笑いと驚きが起きた瞬間200連発!（日本テレビ）
- 3月28日、12月26日 - OWARAIブラックジャック（読売テレビ）
- 3月28日（8）、11月28日（9）- 予約殺到!スゴ腕の専門外来SP（毎日放送）
- 3月28日[156]、9月26日[26] - アレがあるから今がある!〜成功のきっかけ大追跡〜（関西テレビ）
- 3月28日、29日、7月5日 - ぐるりニッポン 灯台紀行（NHK BSプレミアム）
- 3月29日 、9月21日 - 忍24時（日本テレビ）
- 3月30日、6月3日、8月17日、12月27日 - さし旅（NHK総合）[428]
- 3月30日（春）、9月27日（秋） - ザ・タイムショック 新クイズ王決定戦2017（テレビ朝日）
- 3月31日(春の陣)、5月3日(五月場所)、8月10日(夏の陣)、12月30日(12月船橋場所)[429] - バナナマンの爆笑ドラゴン（NHK総合）
- 3月31日、5月6日、8月17日(夏SP)、11月25日 - 12月9日(3回) - もふもふモフモフ（NHK総合）[430]
- 3月31日(2)[156]、6月30日(3) - 訂正させてください〜人生を狂わせたスキャンダル〜（フジテレビ）
- 3月31日、9月29日 - 今夜解禁!ザ・因縁（TBS）
- 4月1日、8月19日 - 海外出張オトモシマス!（NHK総合）
- 4月1日（春）、8月26日（夏）、10月15日（秋） - 列島警察捜査網 THE追跡〜2017○の事件簿〜（テレビ朝日）
- 4月1日、5月6日、13日（BSプレミアム）、6月9日（総合） - 桐谷健太 天空の秘境ギアナ高地に挑む（NHK BSプレミアム・総合）[431]
- 4月2日、9月17日 - 空腹刺激バラエティー イマスグ食べた〜い!!（テレビ東京）
- 4月2日、10月8日 - あなたの名曲ベスト100（テレビ東京）[注 30]
- 4月3日、9月25日 - 芸能人雑学王最強No.1決定戦2017（テレビ朝日）[432]
- 4月5日・12日・19日、10月4日・11日・18日 - パン旅。（NHK BSプレミアム）
- 4月6日、9月7日（2） - 鉄道唱歌で行く!東海道線の旅（BS日テレ）[注 197]
- 4月7日[156]、10月1日、12月3日 - 逮捕の瞬間!警察24時（フジテレビ）[注 47]
- オールスター感謝祭'17(TBS)
  - 4月8日 - オールスター感謝祭2017春
  - 10月7日[238] - オールスター感謝祭2017秋
- 4月9日、11月4日（2）[注 44] - たけしが行く!わがままオヤジ旅with洋七 東海道爆笑珍道中（テレビ東京）
- 4月8日、10月11日(BSP) / 6月24日(総合) - 絶景 巨大石柱林〜中国・張家界を鳥観する〜（NHK BSプレミアム・総合）
- 4月9日、8月13日(PART2) - 腕自慢がやって来た!真剣勝負☆ボウリング（BS日テレ）
- 4月9日[注 21]、9月13日 - いつかボクらもご意見番 コメンテーター予備校（日本テレビ）
- 4月11日[156]、9月30日[26] - 列島縦断!頑張れ!!スーパー大家族SP（フジテレビ）
- 4月11日（8）、10月3日（9）、12月28日（10） - ぶっこみジャパニーズ（TBS）
- 4月12日[注 91]、5月22日、10月18日[注 91]、11月22日[注 91] - 1番だけが知っている（TBS）
- 4月12日、12月13日[注 91] - 最前線!密着警察24時（TBS）[433]
- 4月14日、6月16日、8月18日 - 高橋英樹のクイズ!なるほど歴史館（BS11）[434]
- 4月16日[注 21]、8月26日（2）[注 88] - インテリが知らない世界のおバカ疑問（日本テレビ）
- 4月16日（7）、6月24日（8）、12月29日（9）[注 194] - 有吉の壁（日本テレビ）
- 4月21日、11月10日[注 12] / 8月12日 - 映っちゃった映像GP（フジテレビ）
- 4月22日、5月27日、6月24日、7月22日、8月26日、9月23日、10月28日、11月25日、12月23日 - 音楽の源流〜御食国の鼓動〜（三重テレビ放送）[435]
- 4月22日、9月5日 - 潜入!世界最高峰のマジック殿堂 マジックキャッスル（NHK BSプレミアム）
- 4月23日（BSプレミアム）、5月7日（総合） - 初音ミク×鼓童 スペシャルライブ〜ジャパン・コンテンツのミライ〜（NHK総合・BSプレミアム）[436]
- 4月24日、6月30日 - にっぽんアジバト（NHK総合）
- 4月26日、7月10日 - 中居正広の神センス塩センス〜あの時どうすりゃよかったの!?〜（フジテレビ）
- 4月27日、6月11日 - 勝てば満腹!負ければ腹ペコ!ペコジャニ∞（TBS）[437]※パイロット版
- 5月1日、7月31日 - あなたが聴きたい歌の4時間スペシャル（TBS）
- 5月2日（第55回）、11月28日（第56回） - 歌謡チャリティーコンサート（NHK総合）
- 5月3日（2）、10月11日（3） - 犯人に告ぐ!盗聴盗撮怒りの追跡バスターズ第○弾（TBS）[注 91]
- 5月4日、10月6日、12月28日 - 歌いーな!（テレビ東京）
- 5月6日（7）、11月13日（8） - くりぃむしちゅーの!THE★LEGEND2017（日本テレビ）
- 5月7日[注 21]、11月18日（2）[注 88] - THE 城攻め（日本テレビ）
- 5月7日、12月16日 - ピン子、通販やるってよ〜本日開店!ピン子デパート〜（TBS）[438]
- 5月13日(File.1)、8月7日(File.2) - ど〜なった!?あのジケン（NHK総合）
- 5月13日（春）、11月25日（秋） - のどじまんTHEワールド!2017（日本テレビ）
- 5月13日・20日・27日 - みるみるミルキィ（TOKYO MX、サンテレビ、KBS京都）第3シーズン[注 198]
- 5月17日・24日・31日・6月7日[439] / 11月11日 - 欽ちゃんのアドリブで笑（ショー）（NHK BSプレミアム）
- 5月20日、8月17日・18日 - ニッポン知らなかった選手権 実況中!（NHK総合）
- 5月20日（19日深夜・8）、12月2日（1日深夜・9） - 芸能界旅サークル（朝日放送）
- 5月21日、12月27日 - バナナマンのほとんど誰も知らないスポーツの世界（テレビ東京）[440][注 199]
- 5月28日、6月12日 - P&G Presents Fantasy on Ice 2017（BS朝日）[441]
- 5月31日(Part2)、11月8日(Part3) - 空飛ぶ救命救急最前線 緊急出動!ドクターヘリ（BS日テレ）
- 6月4日（1）、10月12日（2） - クイズ!神社仏閣（BS日テレ）
- 6月5日、7日、7月10日、11月4日 - 昭和歌謡の巨星たち（BSジャパン）[442]
- 6月10日[注 200]、10月24日 - 坂上&指原のつぶれそうなのにつぶれない店（TBS）[443]
- 6月11日[注 21]、9月26日 - NEWアベレージピープル（日本テレビ）※パイロット版
- 6月11日、10月12日 - プロ野球ドラ1は今…七転び八起きSP（テレビ東京）
- 6月12日（3）、12月11日（4） - 梅沢富美男と水森かおり歌の二人旅（BS朝日）[444]
- 6月17日、10月28日 - ザ・マジックシアター 奇跡の瞬間50連発スペシャル!（BSフジ）[注 201]
- 6月17日(PART3・RNC制作)、11月11日(PART4) - 知ってるようで知らない名所!魅力増し増し!穴場トラベラー（広島テレビ・西日本放送・日本海テレビ・山口放送）[445]
- 6月17日(in南相馬市)、12月9日(in熊本) - 明日へつなげるコンサート（NHK総合）
- 6月21日 - UWASAのネタ（日本テレビ）
- 6月26日、7月24日 - 1億人のスマホ写真 千鳥に見せて（CBCテレビ）[注 202][446]
- 6月25日(バンコク編)、7月2日(アユタヤ編) - 新TV見仏記 日タイ修好130周年記念スペシャル（関西テレビ）[447]
- 6月26日、12月7日 - ウチ、"断捨離"しました!〜捨てられない4家族 片づけ密着ドキュメント〜（BS朝日）[448][注 203]
- 6月28日、11月17日 - ダイエット・ヴィレッジ（日本テレビ）
- 7月1日（夏）、9月9日（秋）、12月2日（冬） - 芸能人のお宅へMONOデリバリー〜今だけお得にお届けしちゃいます〜（フジテレビ）[注 25]
- 7月1日（1）、11月18日（2） - ゴルフ・サバイバル（BS日テレ）[449]
- 7月6日 - 答えを聞いたらもう一度見たくなる!クイズ二度見（フジテレビ）[450]
- 7月7日[注 12][451]、12月23日[注 66][452] - 聞いてた話と違います!〜ブームに潜む落とし穴〜（フジテレビ）
- 7月12日、10月7日 - 見逃せない瞬間ハイパーMAX!!（フジテレビ）
- 7月15日（夏）、12月23日（冬）やすとも×中川家の旅はノープラン2017（読売テレビ）[453][454]
- 7月16日・17日(9:11)・23日・30日・8月5日・11日(9:11)・12日・26日 - ナナナマリーナで笑いーな!〜世界一おもしろい海の家〜（テレビ東京）[455]
- 7月17日（＃03）、12月30日（＃04） - ヤブツル〜鶴瓶・小籔の大阪夜話〜（NHK大阪放送局 / NHK総合（全国））[456]
- 7月22日・29日・8月12日・26日 - ウェルカム!夢大陸大図鑑（フジテレビ）[注 25]
- 7月28日、12月1日（2） - 梅沢富美男のズバッと聞きます!（フジテレビ）[注 12][457][458]
- 7月29日・8月5日・12日 - 美浜海遊祭×SKE48 真夏のニセアイドル撲滅大作戦!（東海テレビ）[459]
- 7月29日（CX）、8月19日・9月3日（CTV） - LOTTE presents THE ICE 2017（フジテレビ・中京テレビ）[注 204]
- 7月29日・8月下旬 - 笑う大須演芸場〜2カ月連続!夏のネタ祭〜（テレビ愛知）[460][注 205]
- 7月31日・8月7日・21日・28日 - 落語ディーパー!ディーペスト!（NHK Eテレ）[462]
- 8月5日、11月23日 - 林先生が世の中のギモンを徹底解説 よくわかる!なっとく授業（BS朝日）—2017年7月29日 (土) 16:07 (UTC)
- 8月9日、12月6日 - ナニコレ珍百景2時間スペシャル（テレビ朝日）
- 8月9日、10月21日(濃縮版) - 京都異界中継（NHK BSプレミアム）
- 8月11日、12月27日 - 決定版!これが日本の名曲だ（テレビ朝日）[463]
- 8月14日〜18日、12月25日〜29日 - Q〜こどものための哲学〜（NHK Eテレ）[464]
- 8月16日、12月27日 - 有吉探検隊（テレビ朝日）[465]
- 8月26日、9月13日・20日 - 浮世絵ツアー（NHK BSプレミアム）[466]
- 9月10日、12月30日[297] - 完成!ドリームハウス（テレビ東京）[注 30]
- 9月11日（KTV）、10月1日（BS） - ACECOOK Presents!!青春!ダンススタジアム〜ブラマヨ感動!高校ダンス部日本一決定戦（関西テレビ・BSフジ）[467][468]
- 9月16日、12月26日 - 明日は我がミーティング（TBS）[469]
- 9月17日[注 21]、12月19日 - 坂上忍と○○の彼女（日本テレビ）※パイロット版[470]
- 9月18日・25日（E）、12月19日（G） - 漫才先生〜ビジネス基礎○○講座〜（NHK総合・Eテレ）
- 9月19日・26日（18日・25日深夜、TXN5局）[注 87] / 10月1日・8日（9月30日・10月7日深夜、TVO） - 中村静香、相席します。（テレビ大阪）[471]
- 9月21日、11月7日（2） - ナベちゃん邦ちゃんのお遍路ちゃん（BS日テレ）[472]
- 10月2日（秋2H）、12月30日（年末4H30） - うわっ!ダマされた大賞（日本テレビ）[注 206]
- 10月10日、12月8日 - 本当にあった(秘)ミステリー（テレビ東京）
- 10月15日（1）、11月19日（2） - 命の星「地球」物語（BS-TBS）[474]
- 10月27日（26日深夜）、12月1日（11月30日深夜）、12月22日（21日深夜） - スマートフォンデュ（テレビ朝日）[475]
- 10月28日（前編）・11月4日（後編） - NIKKEI The STYLE 旅、貸し出します（BSジャパン）[476]
- 10月29日[注 21]、12月7日 - 出川哲朗のアイ・アム・スタディー（日本テレビ）
- 10月29日(tvk生中継)、11月12日(TBS録画) - 横浜マラソン2017（tvk・TBS）
- 10月30日(29日深夜 ※レギュラー終了後初)、12月4日(3日深夜) - ANN NEWS&SPORTS（テレビ朝日）[注 207]
- 11月19日・26日・12月3日 - アニメソング史上最大の祭典〜アニメロサマーライブ〜2017（NHK BSプレミアム）[477]
- 11月27日(近畿2府4県)、12月17日(全国) - ヤングナフェス@OSAKA（NHK大阪放送局 / NHK総合）[478]

## レギュラー番組のスペシャル版
（※アンコール集中放送（年末年始等）および、事前紹介番組は除く。）

### NHK総合・NHK Eテレ
※『LIFE!〜人生に捧げるコント〜』については単発特番として継続されている為別節を参照。
- 1月1日
  - 日曜美術館40周年特集“ゆく美 くる美”2016（未明、NHK Eテレ）
  - あけましてねほりんぱほりん（未明、NHK Eテレ）[注 107]
  - 新春・バラエティー生活笑百科 今年もま〜るくおさめまっせ（NHK大阪放送局 / NHK総合）
  - ダーウィンが来た!お正月SP 目指せ!世紀の大スクープSP（NHK総合）
  - いないいないばあっ!お正月スペシャル（NHK Eテレ）
  - コレナンデ商会お年玉セール!（NHK Eテレ）
- 1月2日
  - ブラタモリ×鶴瓶の家族に乾杯 初詣スペシャル（NHK総合）
  - にほんごであそぼ元気コンサートin高知（NHK Eテレ）
  - 大人のピタゴラスイッチ（NHK Eテレ）
- 1月3日
  - 新日本風土記スペシャル（NHK総合）
  - ふるカフェ系 ハルさんの休日SP（NHK Eテレ）
- 1月7日 - もう一つの忠臣蔵の恋 赤穂藩士と歴史の中の"きよ"（NHK総合）
- 1月25日、2月15日 - 総合診療医ドクターG三大疾病スペシャル（NHK総合）
- 3月25日 - 東北発☆未来塾〜卒業SP〜（NHK Eテレ）
- 4月28日、5月26日、9月29日 - 金曜イチからSP（NHK総合）
- 5月3日 - 探検バクモンSP 新幹線&ドクターイエロー祭り（NHK総合）
- 5月7日 - 趣味の園芸50周年記念番組 育てて、飾って、撮って〜新・園芸生活スタート〜（NHK Eテレ）
- 5月27日 - 未来塾公開復興サポートIN南相馬（NHK Eテレ）
- 7月16日 - なつやすみびじゅチューン!ツアーin関西（NHK Eテレ）[216]
- 8月1日 - わらたまドッカ〜ン わらサマ〜フェス!（NHK Eテレ）
- 8月16日 - 極上!バナナ♪ゼロミュージック（NHK総合）
- 8月17日 - 発掘!お宝ガレリア 真夏の激レアお宝スペシャル!!（NHK総合）
- 8月18日 - きょうからキミもボキャブライダー!〜高校生対抗!英単語選手権〜（NHK Eテレ）[216]
- 8月26日 - 猫のしっぽ カエルの手2017夏〜京都大原 ベニシアの手作り暮らし〜（NHK Eテレ）
- 8月28日〜9月1日 - オトナのストレッチマン（NHK Eテレ）[491]
- 8月31日 - ハートネットTV+ 生きるためのテレビ〜8月31日の夜に〜（NHK Eテレ）（2部構成・第2部、22:00-22:45[注 215]）[492]
- 10月9日 - 発表!Why!?プログラミングアワード（NHK Eテレ）
- 10月28日 - 東京五輪1000日前特番 スポーツイノベーション（NHK総合）[注 216]
- 11月4日 - 祝60歳 きょうの料理 伝説60（NHK Eテレ）[493]
- 12月20日・27日 - オイコノミア流 2017年のニュースはこう読め!（NHK Eテレ）[487]
- 12月21日 - 所さん!大変ですよ 温泉!仰天スペシャル（NHK総合）[注 213][487]
- 12月23日 - きかんしゃトーマスクリスマススペシャル2017（NHK Eテレ）
- 12月25日 - Rの法則生放送 ニュースWEB ティーンズ2017輝いた10代SP（NHK Eテレ）[注 217]
- 12月29日
  - 綾瀬はるかのふくしまに恋して❤いろんなとこ見てくなんしょスペシャル!（NHK福島放送局 / NHK総合）[494]
  - 極上のはなし 演芸図鑑スペシャル対談集（NHK総合）
  - 朝まで!ドキュメント72時間2017（NHK総合）
- 12月30日 - 特集 小さな旅 2017 彩りの四季（NHK総合）
- 12月31日 - 朝ごはんの現場スペシャル（NHK総合）[注 218]

### 日本テレビ・NNN・NNS系列
- 1月1日 - 笑点お正月だよ!大喜利まつり 歌丸も出るよSP（日本テレビ）
- 1月2日 - 浜田が志村とリアクション芸ダメ出しSP3（読売テレビ）
- 1月3日 - 上田晋也の日本メダル話 お正月SP（日本テレビ）
- 1月4日 - 新春ミヤネ屋 スターの“お願い”叶えまっせSP（読売テレビ）
- 1月8日（新春SP）、3月26日（春SP）、4月16日、9月24日（バルセロナSP）、12月24日（話題の美女とXマスSP!!） - おしゃれイズムSP（日本テレビ）[注 217]
- 1月10日、4月18日、6月13日、7月4日[注 219] / 3月21日[注 172] / 10月10日[注 178] - 火曜サプライズ○時間SP（日本テレビ）
- 1月10日、3月7日（最終回） - 解決!ナイナイアンサー2時間SP（日本テレビ）
- 1月13日、2月3日、24日、3月24日、4月14日、5月12日、6月9日、30日、7月28日、8月11日、9月22日、10月20日、11月3日、12月1日 - 沸騰ワード10 2時間SP（日本テレビ）
- 1月16日(豪華新年SP)、2月20日、3月13日、27日、4月10日、24日、5月29日、6月12日、7月10日、8月21日、9月4日、11日[490]、25日、10月16日、30日、11月20日、12月4日[注 219] / 12月25日[注 178] - 有吉ゼミSP（日本テレビ）
- 2月11日、3月25日、8月12日、12月2日[注 219] / 4月8日、10月7日[注 172] - 天才!志村どうぶつ園SP（日本テレビ）
- 2月13日、3月27日、4月17日、8月14日、10月2日、12月18日 - 人生が変わる1分間の深イイ話2時間SP（日本テレビ）
- 2月26日、8月13日、11月26日 - そこまで言って委員会NP2時間SP（読売テレビ）
- 3月20日（春）、9月23日（秋） - 月曜から夜ふかし日本の大大大問題!全国一斉調査2時間SP（日本テレビ）
- 4月1日、9月30日、12月23日 - 有吉反省会スペシャル（日本テレビ）
- 4月5日 - ナカイの窓春のゴールデンSP（日本テレビ）[注 219]
- 4月8日
  - スッキリ!!特別版 ミュージカル「アニー」チェンジ!に密着SP（日本テレビ）[注 2]
  - マツコ大会議（日本テレビ）
- 4月26日 - なける音楽座談会〜チカラウタ〜新婚・佐々木希が緊急参戦SP（日本テレビ）
- 4月29日 - シューイチプレゼンツ! ディズニー・アニメーション いのちを吹き込む魔法（日本テレビ）[注 2]
- 5月5日 - 午後もす・またん!ハチャメチャ7年蔵出し映像&感謝ライブ(秘)ゲストSP（読売テレビ）
- 6月6日 - ウチのガヤがすみません!芸人109人が大物芸能人たちをおもてなし!2時間SP（日本テレビ）
- 6月18日 - ポシュレモダンモール2017年上半期ヒット商品満載120分SP!（17日深夜、日本テレビ）
- 7月25日 - 内村てらす〜芸人お悩み相談所〜（日本テレビ）
- 7月30日 - ワケあり!ヒットゾーン（29日深夜、読売テレビ）
- 8月6日 - つなぐヒロシマ×テレビ派（広島テレビ）
- 9月16日 - 夢空間スポーツ祝!V奪還 歓喜の1ダホーSP（福岡放送）[注 224]
- 9月18日 - 進め!スポーツ元気丸Presents カープリーグ連覇 祝V8!つかめ日本一SP（広島テレビ）
- 12月22日 - アナザースカイ1時間SP（日本テレビ）
- 12月25日（24日深夜） - にけつッ!!1時間SP（読売テレビ / 日本テレビ）
- 12月30日(29日深夜、大売出し生放送SP)・31日(30日深夜) - 日テレポシュレ2017年ヒット商品 年末大感謝祭!（日本テレビ）
- 12月31日
  - 皇室日記年末SP 新たな時代に向けて（日本テレビ）
  - 遠くへ行きたい年越し拡大SP めでたい!うまい!縁起物さがしの旅（読売テレビ）[注 217]

### テレビ朝日・ANN系列
- 1月1日
  - 朝まで生テレビ!元旦SP（テレビ朝日）[76]
  - 羽鳥慎一モーニングショー新春特大スペシャル（テレビ朝日）[76]
- 1月2日 - やべっちFC お正月スペシャル（1日深夜、テレビ朝日）
- 1月3日
  - くりぃむしちゅー特番 芸能界最強!お笑いマニア王決定戦（テレビ朝日）[76]
  - 前川清の笑顔まんてんタビ好キ in 長崎・野母崎 新春SP（九州朝日放送）
- 1月4日 - FFFFF新春スペシャル（北海道テレビ放送）
- 1月7日（新春）、3月18日 - 食彩の王国スペシャル（テレビ朝日）
- 1月7日、2月4日、18日、3月18日、4月15日、29日、5月13日、27日、6月10日、24日、7月8日、8月19日、9月9日、30日、11月18日、12月2日、16日 - 世界が驚いたニッポン! スゴ〜イデスネ!!視察団2時間SP（テレビ朝日）
- 1月11日、2月1日、8月2日、30日、12月13日[注 219] / 4月5日、7月5日、10月4日[注 172] / 9月8日(金曜ナイトSP)[注 131] - あいつ今何してる?SP（テレビ朝日）
- 1月15日 - 人生で大事なことは○○から学んだ初回2時間SP（朝日放送）[76][508]
- 1月17日、24日、2月21日、3月14日、4月18日[注 219] / 5月9日、7月4日、18日、8月15日、9月5日、19日、10月17日、11月7日、28日、12月19日[注 172] - 世界の村で発見!こんなところに日本人SP（朝日放送）
- 1月22日、10月29日 - 関ジャム 完全燃SHOW拡大SP（テレビ朝日）[注 231]
- 1月23日、2月20日、3月13日[注 172] / 4月16日（※枠移動初回）[注 219] / 9月22日（特別編）[注 131] - しくじり先生 俺みたいになるな!!SP（テレビ朝日）
- 1月25日、2月8日、5月17日、6月14日、7月12日、8月16日、9月13日、11月22日、12月6日[注 219] / 3月29日、10月11日、12月20日[注 172] - くりぃむクイズ ミラクル9SP（テレビ朝日）
- 2月7日、3月21日、5月2日、6月27日、8月1日、29日、9月12日、10月3日、31日、11月21日[注 172]　/ 5月23日、6月13日[注 219] - 林修の今でしょ!講座SP（テレビ朝日）
- 2月12日 - ハナタレナックス-EX (特別編) 世界遺産・知床をゆく チームナックス5人旅（北海道テレビ放送）[509][注 84]
- 2月18日、7月29日、12月30日 - じゅん散歩デラックス（テレビ朝日）
- 3月12日・19日・26日 - TOKYO応援宣言30分拡大SP（テレビ朝日）
- 3月23日・10月12日 - 日本人の3割しか知らないこと くりぃむしちゅーのハナタカ!優越館SP（テレビ朝日）[注 219]
- 3月31日 - 発注歓迎!リベンジャーズSP（テレビ朝日）[注 217][注 131]
- 4月12日 - 徹子の部屋 春の最強夢トークスペシャル（テレビ朝日）
- 6月23日 - アップデート大学プレゼンツ〜1億分の1のレア体験した人連れてきた!〜（テレビ朝日）[注 131]
- 7月14日 - 絶対!カズレーザー（テレビ朝日）[注 131]
- 9月10日 - 帰れまサンデー拡大SP!!秘境路線バスに乗って飲食店を見つける旅!（テレビ朝日）[注 232]
- 10月7日 - 米倉涼子のなんでもいたします!〜私、LAでも失敗しないのでスペシャル〜（テレビ朝日）[注 233]
- 12月2日 - 虎バンSP 阪神タイガースファン感謝デー2017（朝日放送）
- 12月24日 - ビートたけしのTVタックル 爆笑問題とメッタ斬り!2017をザワつかせた50人（テレビ朝日）[注 172]
- 12月26日 - さまぁ〜ず×さまぁ〜ず10周年スペシャル（25日深夜、テレビ朝日）
- 12月27日 - フリースタイルダンジョン特別編 HIPHOP的流行語大賞1時間スペシャル（26日深夜、テレビ朝日）
- 12月31日
  - テレメンタリー2017スペシャル 追跡〜変質するニッポン〜（テレビ朝日）
  - 探偵!ナイトスクープ年忘れ感謝祭2017（朝日放送）

### TBS・JNN系列
- 1月1日 - 開運! 旅ずきんちゃんスペシャル〜女子旅&なりきり男旅 IN 愛知・岐阜・三重〜（CBCテレビ）[注 219]
- 1月2日
  - お正月も住人十色（毎日放送）
  - 新春!ガッチャンコHBCスペシャル〜女子アナ3人のヒミツ部屋に男性アナ乱入!?の巻〜（北海道放送）[517]
- 1月3日
  - はやドキ!新春SP（TBS）[85]
  - 皇室アルバム新春特番〜秘蔵フィルムでたどる平成皇室の原点〜（毎日放送）[85]
- 1月6日、13日、3月10日、4月14日、5月5日、7月14日、8月11日、9月29日、10月13日、12月1日、22日 - ぴったんこカン・カンSP（TBS）[注 219]
- 1月6日、20日、2月10日、3月24日、4月7日、28日、6月23日、7月7日、21日、8月25日、9月22日、10月6日、11月3日、12月15日 - 中居正広のキンスマSP（TBS）[注 219]
- 1月7日、28日、2月11日、25日、3月11日、4月22日、5月20日、6月3日、17日、7月8日、22日、8月5日、26日、9月16日、10月14日、11月11日、18日、12月9日、23日[注 219] / 3月25日、9月30日[注 172] - ジョブチューン アノ職業のヒミツぶっちゃけます!SP（TBS）
- 1月8日
  - ランク王国 2017年も神ってるSP（7日深夜、TBS）[85]
  - サンデーモーニング新春SP（TBS）[85]
- 1月10日 - 万年B組ヒムケン先生 新学期だ全員登校SP（9日深夜、TBS）[85]
- 1月10日、4月18日、5月2日、7月4日・11日、10月10日 - マツコの知らない世界SP（TBS）[注 219]
- 1月10日、24日、2月14日、21日、3月21日、5月9日、30日、7月4日、11日、8月22日、9月12日、12月19日[注 219] / 6月13日、12月26日[注 172] - この差って何ですか?SP（TBS）
- 1月14日、21日、2月4日、18日、3月4日、18日、4月15日、29日、5月27日、6月10日、24日、7月29日、8月19日、9月2日、9日、23日、10月21日、11月4日、25日、12月2日、16日- 炎の体育会TVSP（TBS）[注 219]
- 1月15日、29日、2月19日、26日、3月19日、4月2日、16日、5月21日、28日、6月11日、25日、7月9日、9月17日、11月5日、26日、12月10日、24日 - 珍種目No.1は誰だ!? ピラミッド・ダービーSP（TBS）[注 219]
- 1月16日 - 結婚したら人生劇変!○○の妻たちSP（TBS）[注 219][85]※レギュラー初回
- 1月17日、31日、2月7日、4月25日、5月16日、6月6日、20日、27日 - 世界の日本人妻は見た!SP（毎日放送）[注 219]
- 1月22日 - 世界・ふしぎ発見!30周年スペシャル 未来を変える冒険者たち!（TBS）[注 219]
- 2月18日、9月2日 - 別冊!王様のブランチ（TBS）
- 2月18日 - 暮らしのレシピspecial ステキな暮らしをつくる家 22のヒント（TBS）
- 3月18日 - 本気プリ番外編 豪華芸人大集合SP（17日深夜、CBCテレビ）[518]
- 3月21日（20日深夜） - 時事放談スペシャル 徹底分析「小池新党」（TBS）
- 3月23日、7月6日、10月5日、12月14日 - ニンゲン観察バラエティ モニタリングSP（TBS）[注 172]
- 4月2日、6月25日、9月24日 - 林先生が驚く初耳学!SP（毎日放送）[注 219]
- 4月26日[注 172]、12月27日[注 219] - 水曜日のダウンタウンSP（TBS）
- 4月30日、7月16日、10月29日、12月17日 - バナナマンのせっかくグルメ!!SP（TBS）[注 217]
- 4月30日(※初回)、5月14日、6月4日、18日、7月16日、9月10日、24日、10月29日、11月12日、19日、12月3日、17日 - 東大王SP（TBS）[注 219]
- 8月2日 - BSN水曜見ナイト〜生中継!長岡大花火2時間スペシャル〜（新潟放送）[202]
- 9月3日 - JNN報道特別番組 ご婚約へNスタSP!おめでとう!眞子さま 小室さん会見・生中継（TBS）
- 8月17日 - 有吉ジャポン初解禁 芸能人の裏マネー天国?地獄?大調査SP（TBS）[注 219]
- 9月22日、12月8日 - 爆報! THE フライデーSP（TBS）[注 219]
- 9月28日（27日深夜） - 有田ジェネレーション必ず笑わす!ロケスペシャル（TBS）[注 217]
- 9月30日 - せやねん!デラックス メチャメチャメチャ売れ!!（毎日放送）
- 10月5日 - 谷原章介の25時ごはんSP（TBS）[注 217]
- 12月17日 - 情熱大陸20年記念スペシャル（毎日放送）[300]
- 12月22日 - NEWS23拡大スペシャル（TBS）[注 217][300]
- 12月29日
  - ビビット拡大スペシャル（TBS）[300]
  - 新・情報7days ニュースキャスター超豪華!芸能ニュースランキング2017決定版（TBS）[300]
- 12月30日 - サタデープラス2018年マルわかりスペシャル（毎日放送）[300]
- 12月31日 - 健康カプセル!ゲンキの時間若返り&身体の大掃除SP（CBCテレビ）[300]

### テレビ東京・TXN系列
- 1月1日 - 天才アスリート 栄光の言葉〜みらいのつくりかた新春SP〜（テレビ東京）
- 1月2日
  - 男子ごはん新春SP（テレビ東京）
  - マチュアライフ北海道新春スペシャル 夫婦でほっこり気分を！（テレビ北海道）
- 1月3日 - NEO決戦バラエティ キングちゃん 新春!ノブも又吉も西野も大嘆きSP（2日深夜、テレビ東京）
- 1月6日 - 超豪華版妖怪ウォッチ トムニャンの知らない世界大公開スペシャルだニャン!（テレビ東京）
- 1月9日、2月20日、4月3日、9月18日 - YOUは何しに日本へ?SP（テレビ東京）[注 219]
- 1月11日、2月1日、15日、3月22日、4月5日、19日、5月3日、17日、31日、6月7日、7月5日、19日、8月2日、16日、30日、9月13日、27日、10月4日、25日、11月8日、15日、12月6日[注 219] / 3月8日[注 172] - ソレダメ!〜あなたの常識は非常識!?〜2時間SP（テレビ東京）
- 1月16日、5月8日、6月19日、7月3日、17日、8月28日、9月25日(※月曜最終)、12月7日[注 219] / 3月27日、4月17日[注 172] / 10月19日(※木曜移動初回)[注 219]- 主治医が見つかる診療所SP（テレビ東京）
- 1月20日、2月24日、3月31日、4月14日、5月5日、7月7日、8月18日、10月6日 - たけしのニッポンのミカタ!SP（テレビ東京）[注 219]
- 2月6日、3月20日、4月3日、5月1日、22日、6月12日、26日、7月24日、8月21日、9月18日、10月2日、11月13日、12月18日 - 世界ナゼそこに?日本人 〜知られざる波瀾万丈伝〜SP（テレビ東京）[注 219]
- 3月4日 - 旅コミ北海道じゃらんdeGO!1000回記念スペシャル（テレビ北海道）[注 222][527]
- 4月15日（初回）、22日、5月27日、6月17日、7月15日、9月2日、30日、10月21日、11月18日、12月23日 - 出川哲朗の充電させてもらえませんか?スペシャル（テレビ東京）[注 222]
- 5月4日 - 潜入!ベイブレードバーストゴッドの謎にせまれ!!（テレビ東京）
- 5月5日 - 2017スペシャル 未来の主役 地球の子どもたち〜仲間がいるから〜（TVQ九州放送）
- 8月5日 - おとな旅あるき旅 真夏の大阪70分SP（テレビ大阪）
- 8月14日（13日深夜） - 浅草ベビ9スペシャル（テレビ東京）[注 217]
- 9月2日 - 朝の!さんぽ道特別編（テレビ東京）
- 9月17日 - スポななSP おめでとうホークス!パ・リーグ優勝1ダホー!!（TVQ九州放送）
- 9月20日 - じっくり聞いタロウ!〜タブーに切り込む!〜大暴露SP（テレビ東京）[注 219]
- 10月3日 - 開運!なんでも鑑定団 秋の2時間スペシャル（テレビ東京）
- 12月25日（24日深夜） - 乃木坂工事中スペシャル（テレビ愛知）[注 217]
- 12月26日 - ガイアの夜明けスペシャル 追跡!マネーの"魔力"（テレビ東京）[注 190]
- 12月27日 - 激!今夜もドル箱スペシャル（26日深夜、テレビ東京）[注 217]
- 12月28日
  - 追跡LIVE! Sports ウォッチャーSP 怪物再会!アイツは俺よりスゴかった!（27日深夜、テレビ東京）
  - ふるさとめぐり 日本の昔ばなしスペシャル（テレビ東京）
  - チマタの噺スペシャル（テレビ東京）[注 190]
  - 吉本超合金A90分SP 〜50音指令超合金 with トレンディエンジェル〜（テレビ大阪）

### フジテレビ・FNN・FNS系列
- 1月1日
  - 久保みねヒャダ 明けましてこじらせナイト 寿スペシャル（フジテレビ）[89]
  - ワイドナショー新春SP（フジテレビ）[72][注 219]
  - お正月だよ! ぐっさん家 名古屋で豪華ゲストと楽しんじゃおうSP（東海テレビ）
  - 快傑えみちゃんねる芸能界ワケあり男女の新春ヤバネタ祭りSP（関西テレビ）
  - 行きたがリーノ 新春カープSP エルドレッド・ジョンソン・ジャクソン 広島の休日（テレビ新広島）[86]
- 1月2日
  - 皇室ご一家新春スペシャル2017（フジテレビ）[72]
  - 有吉くんの正直さんぽ正月SP（フジテレビ）[72]
- 1月3日
  - モモコのOH!ソレ!み〜よ!最近結婚しためでたい芸人大集合!BIGマザー相談室SP!（関西テレビ）[542]
  - よ〜いドン!お正月スペシャル（関西テレビ）[543]
- 1月8日、9月3日 - マルコポロリ!SP（関西テレビ）
- 1月9日、23日、2月27日、3月27日[156]、4月17日、5月8日、6月26日、7月17日、9月4日、18日、10月2日、16日、12月4日 - ネプリーグSP（フジテレビ）[注 219]
- 1月14日、3月25日(最終回) - 超ハマる!爆笑キャラパレードSP（フジテレビ）[注 219]
- 1月17日、31日、2月14日、3月7日、28日[156]、4月18日、5月16日、30日、6月13日、7月4日、18日、8月1日、15日、29日、9月12日、26日、10月10日、31日、12月5日 - 今夜はナゾトレSP（フジテレビ）[注 219]
- 1月21日（20日深夜） - ユアタイムSP トランプ大統領就任式特番（フジテレビ）
- 1月24日、2月7日、21日、3月21日(最終回) - 優しい人なら解ける クイズやさしいね2時間SP（フジテレビ）
- 1月27日、3月31日[156]、6月23日、9月8日、12月30日(29日深夜)[68] - 全力!脱力タイムズSP（フジテレビ）[注 217]
- 1月29日 - 北海道からはじ○TV 85分SP（北海道文化放送）
- 3月23日（22日深夜） - 村上信五とスポーツの神様たち 一流アスリートがスポーツの話を封印したらすごい話聞けちゃったSP（フジテレビ）
- 3月25日 - 国分太一のおさんぽジャパン祝!1000回突破SP（フジテレビ）[注 25]
- 3月26日 - サザエさん放送2400回記念スペシャル（フジテレビ）[544]
- 3月29日 - TOKIOカケル拡大版（フジテレビ）[156]
- 4月3日、10月23日 - ちょっとザワつくイメージ調査 もしかしてズレてる?SP（関西テレビ）[156]
- 4月4日（3日深夜、初回拡大SP）[545][546]、9月19日（18日深夜、最終回） - 新しい波24SP（フジテレビ）[注 217]
- 4月5日[156]、6月28日、8月30日、9月20日、10月11日、11月8日、22日[注 219] / 12月27日[注 222][68] - 世界の何だコレ!?ミステリーSP（フジテレビ）
- 4月9日、9月17日、12月24日（2.25H） / 7月2日（超拡大SP、4.25H） - Mr.サンデー拡大SP（フジテレビ・関西テレビ）
- 4月14日 - TKU みんなのニュースSP ふるさとは負けない 熊本地震から一年（テレビ熊本）
- 4月15日[注 239] - もしもツアーズSP 京都のお土産・セブン-イレブン・ニトリ…3大日本一スポット!今夜限定で攻略教えますSP（フジテレビ）
- 4月19日、7月5日、10月4日、18日、12月20日[68] - おじゃMAP!!スペシャル（フジテレビ）[注 219]
- 4月22日（※初回）、7月8日 - クイズ!金の正解!銀の正解!SP（フジテレビ）[注 219]
- 4月25日（※初回）、5月9日、23日、6月6日、7月11日、25日、8月8日、22日、9月5日、19日、10月24日、11月7日、28日[注 219] / 6月27日、10月3日[注 172] - 潜在能力テストSP（フジテレビ）
- 6月16日、9月22日 - ネタパレSP（フジテレビ）[注 217]
- 8月5日 - おかべろ夏SP（関西テレビ）
- 8月19日 - 〜ジャルやるっ!真夏の奇祭SP〜見えたらアウト!爆笑ハダカ祭りin与論島（18日深夜、関西テレビ）[547]
- 8月21日（20日深夜） - 村上マヨネーズのツッコませて頂きます!SP（関西テレビ）[注 217]
- 9月2日 - 報道ランナーSP ニュースなトラブルを解決! そこが聞きたい!法律ジャッジ（関西テレビ）
- 9月21日 - アウト×デラックススペシャル（フジテレビ）[注 190][548]
- 9月29日（28日深夜）- ＃ハイ ポールSP（フジテレビ）※最終回
- 10月1日 - ONE PIECE1時間SP（フジテレビ）[549]
- 10月6日（5日深夜） - 佳代子の部屋SP〜真夜中の東京ゲームショウ〜（フジテレビ）[550]
- 10月7日 - 秋田テレビ開局特別番組 土曜LIVE!あきた65分拡大SP（秋田テレビ）[551]
- 10月8日 - ドラゴンボール超1時間SP（フジテレビ）[549]
- 10月13日 - ダウンタウンなうSP（フジテレビ）[注 219]
- 11月11日 - いただきハイジャンプデビュー10周年SP!（フジテレビ）[注 217]
- 11月18日 - HERO'S合体SP 俺たちの侍JAPAN（フジテレビ）[注 25]
- 12月15日 - ザ・ノンフィクションSP 人殺しの息子と呼ばれて…（フジテレビ）[注 12]
- 12月21日 - キスマイ超BUSAIKU!?プレゼンツ 今年のうちに怒られに行きましょう（フジテレビ）[注 217]
- 12月28日
  - 週末はウマでしょ!スピンオフ 天才の方程式（27日深夜、フジテレビ）
  - 雨上がりのナニモン!?ガチンコロケで年末!笑い納めSP!!（関西テレビ）
- 12月29日
  - ライオンのグータッチ〜シンクロ姉弟 涙と感動の60日間!完全密着SP〜（フジテレビ）[注 217][68]
  - バイキング・ザ・ゴールデン 坂上忍が2017年ニュースの主役を直撃!〜あの騒動の真相&裏側初告白SP〜（フジテレビ）[注 240][68]
- 12月31日
  - ミライ☆モンスターSP（フジテレビ）[注 217][68]
  - コヤぶるッ!SPORTS 大晦日に鳥谷が緊急参戦SP 芸人VSアスリート 今年最後の大下克上バトル（関西テレビ）[552]

### クロスネット局・トリプルクロスネット局・独立局
- 1月1日
  - NEW YEAR CROSS 2017 ニッポン大予想!（TOKYO MX1）
  - ひるキュン!2017お正月SP（TOKYO MX1）
  - 初春浅草お茶の間寄席（千葉テレビ放送）
- 1月1日 - 2日、月刊ブシロードTVお正月版〜コンテンツよりぬき13時間放送SP〜（TOKYO MX）[555]
- 1月17日 - NEWS PORTスペシャル 震災22年〜あの日からそして未来へ〜（サンテレビ）
- 5月6日 - チェインクロニクル〜ヘクセイタスの閃〜GW一挙放送特番（TOKYO MX1）
- 7月16日 - 熱血!!タイガース党Vへ挑め!夏の90分スペシャル（サンテレビ）

### BS・CS
- 1月2日、5日[注 178] / 4月13日、9月14日[注 219] - 歴史ミステリー 日本の城見聞録スペシャル（BS朝日）
- 1月2日
  - 松平健・高将の名言 2017年を切り拓くスペシャル（BS朝日）
  - ご本、出しときますね? 新春超人気小説家大集合SP（BSジャパン）
- 1月3日、3月14日、4月4日 - 鉄道・絶景の旅4時間SP（BS朝日）
- 1月3日、4月30日、11月18日・19日 - いいすぽ!特別版（フジテレビONE）
- 1月3日 - 運命の日SP（BSジャパン）
- 1月4日（新春）、2月8日、3月8日、4月3日、9月4日 - ふらり親子旅スペシャル（BS-TBS）
- 1月4日 - 東北魂TV2017新春!復興応援旅SP in 熊本!!（BSフジ）
- 1月5日 - ブラマヨ弾話室〜ニッポン、どうにかしてるぜ!〜SP（BSフジ）
- 1月6日、2月17日、4月7日、6月9日、7月7日、9月15日 - ぶらぶら美術・博物館スペシャル（BS日テレ）[注 219]
- 1月9日、2月13日、3月6日、4月14日 - 由紀さおりの素敵な音楽館スペシャル（BS-TBS）
- 1月9日 - ゴルフ宮里道場 ゲームの決断SP 宮里3兄妹の27球〜The REVENGE!〜（BSジャパン）
- 1月10日、2月7日、3月7日、4月11日、6月13日、、8月8日、15日、9月12日、10月3日、12月5日 - 京都ぶらり歴史探訪スペシャル（BS朝日）[注 219]
- 1月10日、2月14日、3月7日、11月14日 - 日本の旬を行く!路線バスの旅SP（BS-TBS）
- 1月11日、3月15日、5月3日、9月13日、11月15日[注 219] / 2月15日[注 172] - 美しい日本に出会う旅スペシャル（BS-TBS）
- 1月12日 - 夫婦再旅スペシャル（BS日テレ）
- 1月12日、4月6日 - 五木寛之の百寺巡礼スペシャル（BS朝日）
- 1月13日、2月17日、11月17日 - 高島礼子・日本の古都〜その絶景に歴史ありスペシャル（BS-TBS）
- 1月13日、3月24日 - 芸能人対抗!家族のキズナ歌合戦スペシャル（BS日テレ）
- 1月14日、3月18日 - あの年この歌〜時代が刻んだ名曲たち〜SP（BSジャパン）
- 1月20日 - AKB観光大使 台湾スペシャル（フジテレビNEXT）
- 1月22日
  - 極上のクルーズ紀行SP（BS-TBS）
  - 週刊報道 LIFESP（BS-TBS）
  - beポンキッキーズSP（BSフジ）
- 1月28日
  - 保科有里 夢に向かって! Concert in SEOUL（BSフジ）
  - 武豊TV!IISP（フジテレビONE）
- 2月7日、9月12日 - 三宅裕司のふるさと探訪〜こだわり田舎自慢〜スペシャル（BS日テレ）
- 2月7日、3月14日、5月9日 - 日本名曲アルバムスペシャル（BS-TBS）
- 2月14日、3月21日、12月31日[注 219] / 12月30日[注 178] - 新・にほん風景遺産SP（BS朝日）
- 2月15日、8月16日、9月13日、11月8日 - 昭和偉人伝スペシャル（BS朝日）
- 3月13日、9月11日、11月6日 - 世界一周 魅惑の鉄道紀行スペシャル（BS-TBS）[注 219]
- 3月14日 - 突撃!隣の晩ごはん2017 ヨネスケ32年目の大復活祭 謎も秘密も大暴露SP（BS日テレ）[注 241]
- 3月16日 - 片岡愛之助の解明!歴史捜査SP（BS日テレ）
- 3月17日 - 地球絶景紀行SP（BS-TBS）
- 3月17日、10月13日、11月17日、12月15日(2017年歌の大忘年会)[注 172] / 9月15日[注 219] - 徳光和夫の名曲にっぽん○時間SP（BSジャパン）
- 4月16日 - いま世界は緊急特番（BS朝日）
- 4月22日 - 田村淳のBUSINESS BASIC特別編 2045年 AIが人間を支配する?〜未来の暮らしとビジネスモデル〜（BSジャパン）[560]
- 4月29日 - 小山薫堂 東京会議特別編（BSフジ）
- 5月3日、10日、11月15日 - おんな酒場放浪記SP（BS-TBS）
- 5月29日、7月17日、9月29日 - 子供たちに残したい 美しい日本のうたスペシャル（BS朝日）[561]
- 6月6日 - スター感動秘話!我が心の師 勝新太郎没後20年スペシャル〜松平健が中村玉緒と思い出の地・京都で明かす師弟の絆〜（BS日テレ）
- 6月11日 - 船越英一郎 京都の極み 初夏の2時間スペシャル（BS日テレ）
- 7月4日 - まさはる君が行く!ポチたまペット大集合〜盲導犬ストーリー365日 密着ドキュメント完全版2時間スペシャル（BSジャパン）
- 7月8日 - あの年この歌 貴重映像で振り返る!昭和スターのあんな姿こんな姿スペシャル（BSジャパン）
- 7月21日（20日深夜） - ゲームセンターCX on 太平洋〜フェリーで有野課長が初挑戦!〜（フジテレビONE）[562]
- 8月7日 - 出発!ローカル線 聞きこみ発見旅スペシャル（BSジャパン）
- 9月16日 - バカリズムの30分ワンカット紀行〜鎌倉から江の島まで120分ワンカットSP〜（BSジャパン）[563]
- 9月27日 - バイタルTVSP 一年中魚だけ食べるテレビ「ヒラマサ&タカベ」（BS-TBS）
- 10月1日
  - ザ・インタビュー 野際陽子さん3時間スペシャル（BS朝日）
  - ぼけますからよろしくお願いします。〜私が撮った母の認知症1200日〜（BSフジ）[注 242]
- 10月2日（※初回）、11月13日 - かわいいアニマル大集合!どうぶつのじかん2時間SP（BS-TBS）
- 12月26日 - 鉄道発見伝 鉄兄ちゃん藤田大介アナが行く! 台湾特別編SP（日テレプラス）[注 219][注 243]
- 12月30日
  - おぎやはぎの愛車遍歴 NO CAR, NO LIFE!SP（BS日テレ）[注 219]※21:00 - 21:54・22:00 - 22:54の2部構成。
  - 諸説あり!邪馬台国2時間スペシャル!（BS-TBS）※21:00 - 21:54（前編）・22:00 - 22:54（後編）の2部構成。
  - ♯カワイイこみなみには旅をさせよ 真冬の群馬で燃え尽きていいですかSP（BSフジ）[注 217]
- 12月31日 - 激論!クロスファイア3時間スペシャル2017 日本の大問題を総決算（BS朝日）
- 12月31日 - 2018年1月1日未明 - 冗談手帖年またぎスペシャル（BSフジ）

#### NHK BS1・NHK BSプレミアム
- 1月1日 - COOL JAPAN 2017新春特集 世界が驚いたニッポン!（NHK BS1）
- 3月25日 - こころ旅春の旅直前!まるごとスペシャル（NHK BSプレミアム）
- 5月5日 - 岩合光昭の世界ネコ歩きSP（NHK BSプレミアム）
- 7月22日、9月27日、11月25日 - にっぽんトレッキング100スペシャル（NHK BSプレミアム）[565]
- 7月25日 - 世界ふれあい街歩き 楽園!ハワイ&太平洋の島スペシャル（NHK BSプレミアム）
- 10月9日 - ワイルドライフスペシャル BIG PACIFIC〜環太平洋の海〜（NHK BSプレミアム）
- 10月27日 - The Covers' Fes. 2017（NHK BSプレミアム）
- 12月17日 - 新・BS日本のうたSP 生放送!冬の大感謝祭2017（NHK BSプレミアム）

## 選挙特別番組

### 2017年東京都議会議員選挙
※放送日は2017年7月2日を基準とする。
地上波
※下記に記載のない番組や系列であっても、通常の報道・情報番組（枠拡大するものを含む。）で都議選開票速報も扱う番組がある。
NHK総合
- 東京都議会選開票速報
  - 放送時間：19:58 - 20:15・21:00 - 22:10・22:30 - 翌0:00・翌0:07 - 1:00
    - 22:05 - 22:10は一部放送局（地方）でローカル差し替えとなるも、当日放送分はいずれも全国放送。翌日放送分は関東地区（1都6県）のみ。

TBS系列
- 緊急!首都大決戦の全真相
  - 放送時間：翌21:50 - 23:00
  - 出演者：井上貴博（TBSアナウンサー)、ホラン千秋、星浩

テレビ東京系列
- 池上彰のニッポンの大問題〜都議会ライブ〜
  - 放送時間：19:54 - 22:24（第1部・ネットワークセールス枠）・翌1:00 - 2:00（第2部・ローカルセールス枠）
  - 出演者：池上彰、大江麻理子、相内優香 ほか

フジテレビ系列
- Mr.サンデー超拡大スペシャル　※フジテレビ・関西テレビ共同制作
  - 放送時間：19:00 - 22:00（第1部）・22:00 - 23:09（第2部） ※番組全体で通常より180分繰り上げ・174分拡大
  - 出演者：宮根誠司、椿原慶子、伊藤利尋 ほか

TOKYO MX（東京都域の民放独立局）
- 都議選開票特番 選挙CROSS
  - 放送時間：19:58 - 22:00（TOKYO MX1・091ch）・22:00 - 翌1:30（TOKYO MX2・093ch）
  - 出演者：堀潤、汾陽麻衣 ほか

BS・CS
BS日テレ
- 深層NEWS×日テレNEWS24 東京都議選SP
  - 放送時間：19:59 - 21:54（有料CS放送日テレNEWS24でも無料放送 で同時ネット。ただし放送枠は22:00までとなっている）

BS-TBS
- 週刊報道LIFE 首都決戦!東京都議選SP
  - 放送時間：21:00 - 22:54

TBSニュースバード（有料CS放送）
- 都議選特番 東京決戦2017
  - 放送時間：20:00 - 22:00（無料放送）

### 第48回衆議院議員総選挙
※放送日は2017年10月22日を基準とする。
地上波
NHK総合
- 2017衆院選 開票速報
  - 放送時間：19:55 - 翌4:30
  - 出演者：武田真一、鈴木奈穂子、桑子真帆、瀧川剛史、近江友里恵、井上あさひ、高井正智、中山庸介

日本テレビ系列
- ZERO×選挙2017
  - 放送時間：第1部…19:58 - 21:00・第2部…21:00 - 23:30・第3部…23:50 - 翌1:50
  - 出演者：村尾信尚、小正裕佳子、櫻井翔、桐谷美玲、小山慶一郎、又吉直樹 ほか

テレビ朝日系列
- 選挙ステーション2017
  - 放送時間：第1部…19:57 - 翌0:30・第2部…翌0:30 - 4:00
  - 出演者：富川悠太、高島彩、長野智子、小川彩佳、後藤謙次、田原総一朗 ほか

TBSテレビ系列
- 激突!与野党大決戦 選挙スタジアム2017
  - 放送時間：第1部…19:57 - 21:00・第2部…21:00 - 23:05・第3部…23:05 - 翌0:05・第4部…翌0:05 - 1:00・第5部…翌1:15 - 2:30
  - 出演者：井上貴博、ホラン千秋、雨宮塔子、駒田健吾、皆川玲奈、国山ハセン、星浩 ほか

- 『すべて見せます!最終議席まで』実況・解説LIVE!衆院選2017（TBSニュースバード〈CS〉制作）
  - 放送時間
    - TBSニュースバード（CS・制作局）：第1部…19:54 - 翌2:30・第2部…翌2:30 - 4:00
    - TBSテレビ：翌2:30 - 4:00（第2部のみ同時ネット）

  - 出演者：伊藤隆太、金井憧れ、岸田彩加 ほか

テレビ東京系列
- TXN衆院選SP 池上彰の総選挙ライブ
  - 放送時間：第1部…19:50 - 23:48・第2部…翌1:30 - 2:00
  - 出演者：池上彰、大江麻理子、大浜平太郎、相内優香 ほか

フジテレビ系列
- FNN選挙特番 ニッポンの決断!2017
  - 放送時間：21:30 - 翌1:55
  - 出演者：宮根誠司、伊藤利尋、宮司愛海、反町理、三浦瑠麗 ほか

地上波独立局・BS・CS　※番組の一部または全部が地上波キー局とのサイマルとなる番組は除外。
TOKYO MX（東京都域の民放独立局）
- 衆院選開票特番「選挙CROSS」
  - 放送時間：第1部…19:58 - 22:00（MX1〈091ch、メインチャンネル〉で放送）・第2部…22:00 - 翌1:30（MX2〈093ch、サブチャンネル〉で放送）
  - 出演者：堀潤、宮瀬茉祐子 ほか

tvk（神奈川県の県域独立局）
- 選挙の日にみるテレビ
  - 放送時間：第1部…19:55 - 20:30・第2部…22:00 - 翌1:00
  - 出演者：三崎幸恵、トーマスサリー、久本真菜 ほか

テレ玉（埼玉県の県域独立局）
- テレ玉 Live Special 総選挙2017〜あなたにカンケイある選挙〜
  - 放送時間：第1部…19:55 - 20:30・第2部…22:00 - 翌0:00・第3部…翌1:00 - 翌1:30
  - 出演者：加藤愛、早川茉希、荒木優里 ほか

BS日テレ・日テレNEWS24（有料CS）
- 日テレNEWS24 衆院選'17 この国のかたち（日テレNEWS24制作）
  - 放送時間
    - 日テレNEWS24（CS）：第1部…19:55 - 翌1:50・第2部…翌1:50 - 4:00・第3部…翌5:50 - 7:00
    - BS日テレ：翌3:00 - 4:00（第2部のみ飛び乗りネット）

  - 出演者：若林理紗、榎本麗美、加田晶子、翁長舞 ほか

BS-TBS
- BS-TBS総選挙スペシャル・週刊報道LIFE&外国人記者は見た+
  - 放送時間：19:59 - 22:54
  - 出演者：松原耕二、出水麻衣、パトリック・ハーラン、亀井静香 ほか

BSフジ
- BSフジNEWS 衆院選2017
  - 放送時間：第1部…23:20 - 23:30・第2部…翌0:30 - 0:40
  - 出演者：塩原恒夫（第1部）、反町理、松村未央（以上、第2部）